# Personaggi di A tutto reality

Foto di gruppo dei concorrenti della prima stagione, di "A tutto reality - L'isola"

Questa voce contiene l'elenco dei personaggi presenti nelle serie animate del titolo televisivo canadese A tutto reality.

## Personaggi introdotti inA tutto reality - L'isola

### Chris McLean
- Nella versione originale è doppiato da Christian Potenza (st. 1-6) e da Terry McGurrin in A Tutto Reality - L’isola: il ritorno mentre nell'edizione italiana da Alessandro Quarta[1].

Christian McLean, meglio noto come "Chris" è il conduttore del reality show, molto conosciuto per aver condotto diverse trasmissioni televisive. Di indole narcisista ed egocentrica, nel corso dello show viene mostrato come sia privo di scrupoli nel mettere a repentaglio il benessere e l'incolumità dei concorrenti pur di aumentare gli ascolti del reality. Col progredire delle stagioni, la sua personalità diviene sempre più invasiva, tirannica, megalomane e sadica, raggiungendo l’apice con la quarta stagione, quando trasforma l'isola di Wawanakwa in una discarica radioattiva. Viene arrestato al termine di quell’edizione, per poi venire scagionato nella stagione successiva, durante la quale la sua vena sadica si accentua ulteriormente, al punto da ammettere che ama far soffrire le persone.

### Chef Hatchet
- Nella versione originale è doppiato da Clé Bennett (st. 1-6) e da Deven Mack (da A tutto reality: le origini), mentre nell'edizione italiana è doppiato da Roberto Draghetti (A tutto reality e st. 1 di A tutto reality: le origini)[1][2] e Dario Oppido (dalla st. 2 di A tutto reality: le origini e A tutto reality l'isola: il ritorno")[2].

Norbert Hatchet, meglio noto come "Chef", è un uomo afroamericano alto, massiccio e muscoloso che in passato è stato un istruttore militare e ora lavora come cuoco e tuttofare all’interno dello show. Veste spesso uno sporco grembiule da cucina e un cappello da chef, anche se durante le prove a cui i concorrenti sono sottoposti indossa vestiti spesso ridicoli o femminili. Chef cucina cibi disgustosi e aiuta Chris a preparare le sfide; il suo rapporto col conduttore è per la maggior parte del tempo amichevole e complice, ma non sono rare le volte in cui i due hanno degli screzi, spesso per questioni di soldi o compiti ingrati che Chef si ritrova a sbrigare. Malgrado i concorrenti lo odino o siano intimoriti da lui per la sua apparente brutalità e severità, talvolta dimostra di avere un lato tenero e sentimentale; inoltre, in alcune occasioni, si trova perfino in disaccordo con le crudeltà e le perfidie di Chris verso i concorrenti, dimostrando tutto sommato di possedere limiti morali più definiti del sadico conduttore.

### Beth
- Nella versione originale è doppiata da Sarah Gadon, mentre nell'edizione italiana da Antonella Baldini.[1][2]
- Posizione in A Tutto Reality - l’isola: 16ª
- Posizione in A Tutto Reality - Azione!: 1ª (2ª nel finale alternativo)

- Squadre: Marmotte Urlanti (L’isola); Macchinisti Assassini (Azione!)

Bethany detta "Beth" è una ragazza amichevole che tende ad andare d'accordo con tutti grazie al suo comportamento affabile. Appare come una secchiona con grandi occhiali, una coda di cavallo laterale e un apparecchio per i denti, quest'ultimo rimosso tra la prima e la seconda stagione. All'inizio forma un'alleanza con Heather e Lindsay, ma la rompe a causa dell'atteggiamento dispotico di Heather. Viene eliminata nella decima puntata per avere accidentalmente maledetto la sua squadra con un piccolo teschio raccolto sull’Isola dei Teschi, durante l'ottavo episodio. Partecipa alla caccia alla valigetta nell'episodio speciale della prima stagione, riuscendo a qualificarsi per la seconda. In A Tutto Reality - Azione!, stringe una forte amicizia con Lindsay e le altre ragazze, riuscendo poi ad arrivare in finale contro Duncan. Dichiara inoltre di uscire con un ragazzo di nome Brady, cosa di cui gli altri concorrenti dubitano fino a quando lui non si presenta durante la premiazione finale. Nello speciale della stagione, parte con Geoff, Trent, Katie, Sadie ed Eva per andare a cercare i soccorsi dopo che l'autobus di DJ è precipitato in un burrone, ma di fatto viene esclusa dalla terza stagione come concorrente, partecipando solo in qualità di comparsa durante i Doposhow.

### Bridgette
- Nella versione originale è doppiata da Kristin Fairlie, mentre nell'edizione italiana da Ilaria Latini in A tutto reality[1] e da Valentina Mari in A tutto reality: le origini.[2]
- Posizione in A Tutto Reality - l’isola: 10ª
- Posizione in A Tutto Reality - Azione!: 15º/14ª con Geoff
- Posizione in A Tutto Reality - Il Tour: 16ª

- Squadre: Carpe Assassine (L’isola); Squadra della Vittoria (Il Tour)

Bridgette è una ragazza australiana-canadese dal carattere rilassato e socievole che riesce a fare amicizia con quasi tutti i concorrenti; afferma di essere vegetariana e di aver curato un orso in Siberia. Cresciuta dalla madre in riva ad una spiaggia, è una surfista nata e si trova molto a suo agio in acqua, oltreché ad essere molto atletica; d’altro canto, dimostra un lato impacciato e maldestro che spesso è causa di guai, come quando ad esempio sfascia accidentalmente il violino di Courtney. In A tutto reality - L'isola fa parte della squadra delle Carpe Assassine e sviluppa fin dall'inizio una relazione con Geoff. Una volta trasferita nella squadra delle ragazze, fa amicizia con Gwen e Leshawna; viene eliminata per colpa dell'alleanza tra i ragazzi, che la consideravano una minaccia nelle sfide sportive. Si qualifica per A tutto reality - Azione!, ma viene eliminata subito insieme a Geoff perché gli altri concorrenti sono presto seccati dalle loro continue effusioni amorose. A seguito dell'eliminazione, lei e Geoff iniziano a condurre i segmenti del Doposhow, durante i quali però la loro relazione inizia a scricchiolare per via della trasformazione caratteriale di Geoff in un conduttore senza scrupoli simile a Chris, ma per fortuna riescono a salvare il loro rapporto. Riesce a qualificarsi per A tutto reality - Il tour, dove verrà smistata nella “Squadra della Vittoria”, ma viene eliminata dopo 4 episodi, dopo essere stata sedotta e ingannata da Alejandro, che metterà nuovamente in crisi il suo rapporto con Geoff, anche se poi i due riusciranno ancora una volta ad appianare le loro divergenze. Viene nominata da Geoff nello spin-off Missione Cosmo Ridicola, affermando che si trova in Australia per dedicarsi al surf.

### Cody
- Nella versione originale è doppiato da Peter Oldring in A tutto reality e da Wyatt White in A tutto reality: le origini, mentre nell'edizione italiana da Davide Perino (dialoghi)[1][2], Nicola Gargaglia (canto).
- Posizione in A Tutto Reality - l’isola: 17º
- Posizione in A Tutto Reality - Il Tour: 3º

- Squadre: Marmotte Urlanti (L’isola); Squadra delle Amazzoni (Il Tour)

Cody Emmett Jameson Anderson è un ragazzo ottimista, tenace e sorridente, seppure un po’ imbranato, che cerca di andare d'accordo con gli altri concorrenti, ma a volte finisce per risultare irritante e fastidioso, come quando crede di poter far colpo sulle ragazze.
In A tutto reality - L'isola fa parte della squadra delle Marmotte Urlanti e subito prende una cotta per Gwen, sua compagna di squadra, ma la sua infatuazione infastidisce fortemente Gwen, considerato che talvolta prende una piega invadente e maniacale. Per fortuna, capendo che Gwen si mostra più interessata a Trent, si offre di aiutare i due a stare più vicini e a costruirsi una relazione, guadagnandosi la loro amicizia. Cody finisce la sua permanenza sull'Isola nella puntata numero 9, Caccia al Cervo, nella quale viene aggredito da un orso, finendo completamente bendato su di una sedia a rotelle; per questo, poiché non viene più ritenuto utile dalla sua squadra, viene eliminato. Cody non riesce a qualificarsi per la seconda stagione, ma partecipa come comparsa nelle puntate del Doposhow e, come mostrato nell’episodio speciale finale, forma un gruppo pop di breve successo con Harold, Justin e Trent, essendo lui stesso un tastierista. Riesce invece a partecipare in qualità di concorrente nella terza stagione, durante la quale, oltre a cercare di fare ancora colpo su Gwen, Sierra una ragazza molto ammiratrice di lui cercherà di aiutarlo a vincere e diventa sua grande amica e alleata mentre avanza nel gioco. Arriva perfino alla a sfiorare la vittoria della stagione ma viene sconfitto da Alejandro in uno spareggio.

### Courtney
- Nella versione originale è doppiata da Emilie-Claire Barlow, mentre nell'edizione italiana da Monica Vulcano (dialoghi)[1][2][3], Gabriella Scalise (canto).
- Posizione in A Tutto Reality - l’isola: 14ª
- Posizione in A Tutto Reality - Azione!: 4ª
- Posizione in A Tutto Reality - Il Tour: 7ª/6ª con Blaineley
- Posizione in A Tutto Reality - All-Stars: 5ª

- Squadre: Carpe Assassine (L’isola); Macchinisti Assassini (Azione!); Squadra delle Amazzoni (Il Tour); Criceti Eroici e Avvoltoi Malvagi (All-Stars)

Courtney è una ragazza di origini ispaniche dalla personalità precisa, competitiva e determinata, ma al tempo stesso viziata, prepotente e talvolta anche aggressiva, che tende a sottovalutare le capacità degli altri concorrenti e scrive continuamente liste preparatorie per qualsiasi piano. Fa parte delle Carpe Assassine in A tutto reality - L'isola, dove cerca di affermarsi come caposquadra adottando con scarsi risultati il suo atteggiamento di comando nei confronti degli altri compagni; rivela anche di saper suonare il violino. In questa stagione sviluppa un rapporto di amore/odio per il suo compagno di squadra Duncan, con cui infine inizia una relazione. Viene eliminata dopo che Harold, vittima degli scherzi di Duncan, ha manomesso i voti per vendicarsi di quest'ultimo. L’essere eliminata ingiustamente avrà un effetto deleterio sul suo carattere, fino a convincerla di essere stata derubata della vittoria e a cercare vendetta contro Harold. Pur non qualificandosi per A tutto reality - Azione!, vince la causa legale intentata contro i produttori, entrando nel gioco a metà stagione e venendo avvantaggiata rispetto agli altri concorrenti con apposite modifiche al suo contratto partecipativo. In questa edizione dimostra di saper suonare anche la chitarra e cantare. La sua relazione con Duncan, tuttavia, si incrina sempre di più per via della sua ostinata volontà di voler cercare di cambiare il ragazzo. Riesce ad arrivare tra i primi quattro, ma alla fine viene eliminata dai voti di Beth e Duncan, che non la sopportava più.
Nell’episodio speciale finale della stagione viene mostrato come la sua relazione con Duncan continui a ondeggiare fra alti e bassi, finché non sembrano tornare finalmente insieme durante la fuga in autobus.
In A tutto reality - Il tour diventa amica di Gwen, ma il suo rapporto con Duncan si deteriora nuovamente, tanto che il ragazzo la tradisce baciando Gwen nell'episodio "Vedo Londra"; Courtney, ferita nell’animo e desiderosa di vendetta, elabora un piano per eliminare la darkettona. Riesce nel suo intento, ma viene eliminata anche lei pochi episodi dopo. In A tutto reality - All-Stars, Courtney inizialmente mostra ancora rancore nei confronti di Gwen e Duncan, ma si riappacificherà con la ragazza dopo che Duncan viene finalmente scaricato, alleandosi con lei per andare in finale. Tuttavia, quando nel terzultimo episodio Mal rivela una lista compromettente in cui indica Gwen come una rivale da battere, Courtney perde definitivamente la sua amicizia e viene eliminata al termine dell’episodio dopo aver perso la sfida.

### DJ
- Nella versione originale è doppiato da Clé Bennett, mentre nell'edizione italiana da Simone Crisari[1].
- Posizione in A Tutto Reality - l’isola: 8º
- Posizione in A Tutto Reality - Azione!: 11º (autoeliminato)
- Posizione in A Tutto Reality - Il Tour: 12º

- Squadre: Carpe Assassine (L’isola); Elettricisti Urlanti (Azione!); Squadra della Vittoria (Il Tour)

Devon Joseph, detto "DJ", è un ragazzo di origini giamaicane con la corporatura robusta, ma dal carattere dolce. Nonostante l'apparenza, si spaventa anche per le cose più innocue.
Fa parte della squadra delle Carpe assassine in A tutto reality - L'isola, dove si dimostra un conoscitore della fauna selvatica e rivela buone capacità culinarie. Viene eliminato in una sfida sui film horror perché si è spaventato più di tutti gli altri. Si qualifica per A tutto reality - Azione!, in cui Chef lo costringe a fare un'alleanza con lui dicendo che lo avrebbe aiutato a vincere la competizione, in cambio della divisione del premio in denaro. DJ, alla fine, rompe l'alleanza decidendo di lasciare il gioco, poiché essendo sempre stato una persona retta e onesta è perseguitato dai rimorsi di coscienza. In A tutto reality - il Tour, si convince tragicamente di essere perseguitato da una maledizione che lo porta accidentalmente a ferire o uccidere gli animali; in seguito, essendo rimasto l'unico componente della sua squadra, Alejandro cerca di stringere un'alleanza con lui per avvantaggiarsi, ma dal momento che Chris comunica che le squadre non potranno essere mischiate, DJ viene fatto fuori personalmente proprio da Alejandro.

### Duncan
- Nella versione originale è doppiato da Drew Nelson, mentre nell'edizione italiana da Christian Iansante[1][2].
- Posizione in A Tutto Reality - l’isola: 4º
- Posizione in A Tutto Reality - Azione!: 2º (1º nel finale alternativo)
- Posizione in A Tutto Reality - Il Tour: 5º
- Posizione in A Tutto Reality - All-Stars: 8º (squalificato)

- Squadre: Carpe Assassine (L’isola); Elettricisti Urlanti (Azione!); Squadra di Chris è super super fico (Il Tour); Avvoltoi Malvagi e Criceti Eroici (All-Stars)

Duncan è un ragazzo ribelle che in passato è stato in riformatorio per le sue malefatte. Il suo abbigliamento consiste in una maglia nera con un teschio al centro. Nonostante il comportamento, ha dimostrato molte volte di avere una personalità buona e gentile quando tiene a qualcuno. Dimostra inoltre di essere un concorrente molto forte nelle sfide, utilizzando ciò che ha imparato in riformatorio e per strada. È anche appassionato di scherzi e spesso li attua su Harold. Nella prima stagione sviluppa una storia con Courtney e stringe una forte amicizia Con DJ, Owen e Geoff, rompe con quest'ultimo a causa della sua riluttanza per eliminare Bridgette. Nella seconda stagione inizia a sviluppare una simpatia con Gwen guadagnandosi l'odio di Trent, che covava una profonda gelosia nei suoi confronti, nel corso della serie stringerà amicizia con Justin, il quale condivide con lui il suo desiderio di eliminare le concorrenti donne, stessa strategia che il "marcio" aveva attuato nella prima. Il suo rapporto con Courtney inizia a cedere a metà della seconda stagione per poi rompersi del tutto nella terza dove bacia Gwen iniziando una storia con lei. Torna nell'edizione All-Stars dove finisce anche la sua relazione con Gwen e dove, stufo delle continue considerazioni dei concorrenti i quali pensavano che lui in fondo fosse una persona buona, fa saltare in aria la villa di Chris e in seguito viene eliminato e arrestato.

### Eva
- Nella versione originale è doppiata da Julia Chantrey, mentre nell'edizione italiana da Laura Nicolò[1].
- Posizione in A Tutto Reality - l’isola: 12ª

- Squadre: Carpe Assassine (L’isola)

Eva è una ragazza fissata col body building dal temperamento aggressivo e irascibile. In A tutto reality - L'isola viene eliminata nelle primissime puntate dopo che Heather le ha rubato il suo lettore MP3, scatenando così la sua rabbia e facendole accusare i suoi compagni di squadra del furto. Mentre è alla Spiaggia dei Perdenti, si convince che la sua eliminazione sia stata provocata da Bridgette, concentrando la sua rabbia su di lei. Nella puntata speciale finale dell’edizione si allea con Izzy e Noah per recuperare la valigetta con dentro un milione di dollari, ma non riesce a qualificarsi per la seconda stagione. Sia in Azione! che ne Il tour non parteciperà al gioco in qualità di concorrente, ma solo come comparsa all’interno dei Doposhow. Malgrado la sua irascibilità, talvolta ha dimostrato una maggiore consapevolezza al riguardo, addirittura vergognandosi delle sue intemperanze.

### Ezekiel
- Nella versione originale è doppiato da Peter Oldring, mentre nell'edizione italiana da Corrado Conforti (1×01-1×02, Speciale TDI) e da Gianluca Crisafi (1×22, st. 2-5)[1].
- Posizione in A Tutto Reality - l’isola: 22º
- Posizione in A Tutto Reality - Il Tour: 18º

- Squadre: Carpe Assassine (L’isola); Squadra della Vittoria (Il Tour)

Ezekiel, soprannominato Zeke, proviene dal mondo rurale e, come sottolineato da Chris, ha studiato da privatista. Ha avuto poche opportunità di vedere il mondo al di fuori di casa sua e viene considerato dalla sua squadra come un vero e proprio emarginato sociale.
In A tutto reality - L'isola entra a far parte della squadra Carpe Assassine, ma viene eliminato per primo a causa dei suoi commenti sessisti nei confronti di tutte le concorrenti femminili. Nella puntata speciale, Ultima sfida, forma un'alleanza con Beth e Lindsay per ottenere la valigetta contenente un milione di dollari. Si mostra molto più arguto delle compagne e varie volte trova il milione, ma loro lo mettono sempre a tacere. Viene eliminato di nuovo per primo nella terza stagione dopo aver causato la sconfitta della squadra, nonostante sia diventato di carattere più aperto e loquace. Non rassegnandosi all’idea di non poter più partecipare al reality, decide di rintanarsi nella stiva dell'aereo all’insaputa di tutti e gradualmente diviene incapace di relazionarsi con gli altri esseri umani, riducendosi a sostentarsi mangiando insetti e trasformandosi in una creatura simile a Gollum del Signore degli Anelli. Proprio come Gollum con l’anello di Sauron, cerca di strappare la valigetta col milione al vincitore sulla cima di un vulcano attivo nelle Hawaii, ma precipita nel cratere. Riesce tuttavia a sopravvivere e a ritornare sull’Isola di Wawanakwa per la quarta stagione, dove si nasconde insieme alle creature mutanti del sottosuolo. In All-Stars, durante la nona puntata, rapisce Chris per vendicarsi con lui di tutto ciò che ha subito nello show, ma i suoi piani vengono sventati da Gwen.

### Geoff
- Doppiato nell'edizione italiana da Stefano Crescentini (dialoghi), Marco Manca (canto).
- Posizione in A Tutto Reality - l’isola: 6º
- Posizione in A Tutto Reality - Azione!: 15º/14ª con Bridgette
- Posizione in Missione Cosmo Ridicola: 2º (1º nel finale alternativo)

- Squadre: Carpe Assassine (L’isola); Surfisti con Brody (Missione Cosmo Ridicola)

Geoffrey, detto "Geoff", è un ragazzo molto festaiolo e amante del divertimento, ragion per cui viene generalmente apprezzato dai suoi amici maschi. In A tutto reality - L'isola fa parte delle Carpe Assassine, dove sviluppa una storia d'amore con Bridgette. Fa anche parte dell'alleanza maschile a seguito dello scioglimento delle squadre originali, insieme a Duncan, Owen e DJ. Arriva abbastanza lontano, fra i primi sei, ma viene eliminato perché il suo atteggiamento troppo gentile è considerato una minaccia da Duncan e Heather, che appunto votano contro di lui; tuttavia, riesce a intrecciare una bella amicizia con Gwen. Si qualifica anche per A tutto reality - Azione!, dove però viene eliminato per primo nell'episodio 2 insieme a Bridgette, a causa delle loro continue effusioni amorose che infastidiscono gli altri concorrenti. Dopo la loro eliminazione diverranno i conduttori del Doposhow, in cui interagiscono coi concorrenti eliminati. La notorietà come conduttore inizia però a dargli alla testa, rendendolo sempre più simile a Chris: Geoff infatti sottopone gli eliminati a prove pericolose per costringerli a confessare verità scomode su di sé e preme molto sul gossip. La sua relazione con Bridgette, per questo, si deteriora finché Geoff non subisce lo stesso trattamento, riuscendo a redimersi. Non riesce a qualificarsi per la terza stagione e, con Bridgette ancora in gara, torna a condurre il Doposhow affiancato dall’odiosa Blaineley. La sua relazione con Bridgette subisce uno scossone quando la ragazza viene sedotta da Alejandro e viene eliminata, ma per fortuna i due riusciranno a chiarirsi.

### Gwen
- Doppiata nell'edizione italiana da Laura Latini (st. 1-4) e Roberta De Roberto (st. 5+)
- Posizione in A Tutto Reality - l’isola: 2ª (1ª nel finale alternativo)
- Posizione in A Tutto Reality - Azione!: 12ª
- Posizione in A Tutto Reality - Il Tour: 9ª
- Posizione in A Tutto Reality - All-Stars: 4ª (squalificata)

- Squadre: Marmotte Urlanti (L’isola); Elettricisti Urlanti (Azione!); Squadra delle Amazzoni (Il Tour); Avvoltoi Malvagi (All-Stars)

Gwendolyn detta "Gwen" è un’adolescente vestita in stile goth. A causa del suo atteggiamento solitario e del suo look è stata chiamata "darkettona" da Heather, ma a differenza sua è ben voluta dagli altri concorrenti perché, anche se asociale, silenziosa e spesso sarcastica si comporta in maniera generosa con gli altri concorrenti. Nella prima stagione si dimostra una concorrente forte, decisa e anche furba arrivando in finale perdendo però contro Owen ma dimostra di avere anche un lato dolce e sensibile affezionandosi da subito a Trent. Nella seconda stagione il suo rapporto con Trent inizia a cedere e inizia a provare una simpatia per Duncan, il suo esatto opposto. I due inizieranno una storia nella terza stagione dove Gwen viene eliminata in uno spareggio a causa della sua allergia all'eucalipto. In "A Tutto Reality - All-Stars" si piazza quarta, la migliore del cast delle prime tre stagioni, ma, assieme a Cameron, viene scelta come aiutante di Zoey nell'ultima puntata; inoltre in questa stagione rompe con Duncan e si riavvicina a Courtney, chiudendo però successivamente l'amicizia con lei in via definitiva.

### Harold
- Nella versione originale è doppiato da Brian Froud, mentre nell'edizione italiana da Luigi Morville (dialoghi), Stefano Rinaldi (canto).
- Posizione in A Tutto Reality - l’isola: 13º
- Posizione in A Tutto Reality - Azione!: 5º
- Posizione in A Tutto Reality - Il Tour: 17º (autoeliminato)

- Squadre: Carpe Assassine (L’isola); Elettricisti Urlanti (Azione!); Squadra della Vittoria (Il Tour)

Harold Norbert Cheever Doris McGrady V, è un nerd che viene spesso preso in giro dagli altri per la sua goffaggine, soprattutto da Duncan e in misura minore Geoff e DJ. Ha tuttavia acquisito ampie conoscenze in vari campi, dalle arti marziali all'illusionismo. In A tutto reality - L'isola, Harold viene collocato nella squadra delle Carpe assassine, e si scontra spesso con i suoi compagni di squadra Duncan, Geoff e DJ, che lo prendono in giro varie volte di mira con i loro scherzi. Grazie alle sue abilità, in alcune occasioni permette alla sua squadra di vincere. Si vendica di Duncan quando manomette i voti in modo che Courtney, che aveva una storia con Duncan, venga eliminata. Viene eliminato per aver fatto perdere la sua squadra nell'ultima sfida di squadre, distratto per aver visto il seno di Heather; poco prima di salire sulla barca del perdente, però, confessa il suo amore a Leshawna e i due si baciano. Nella seconda stagione è sempre vittima degli scherzi di Duncan, e il suo odio nei suoi confronti diventa più profondo, tanto che tenterà di convincere la maggior parte dei concorrenti ad eliminarlo, in particolare Leshawna; la sua strategia però andrà in fumo a causa di Duncan che farà eliminare la sua ragazza. Nella terza stagione il suo rapporto con Leshawna cederà a causa di quest'ultima, che sarà particolarmente attratta da Alejandro, e verrà eliminato nella terza puntata per le sue scarsi doti di recitazione che contribuiranno alla sconfitta della sua squadra.

### Heather
- Nella versione originale è doppiata da Rachel Wilson, mentre nell'edizione italiana da Monica Ward
- Posizione in A Tutto Reality - l’isola: 3ª
- Posizione in A Tutto Reality - Azione!: 9ª
- Posizione in A Tutto Reality - Il Tour: 1ª (2ª nel finale alternativo)
- Posizione in A Tutto Reality - All-Stars: 10ª

- Squadre: Marmotte Urlanti (L’isola); Elettricisti Urlanti (Azione!); Squadra delle Amazzoni (Il Tour); Avvoltoi Malvagi (All-Stars)

Heather è una ragazza astuta, furba e manipolatrice. In A tutto reality - L'isola cerca di stringere alleanze con tutti, volendoli sfruttare per arrivare in finale. Si autoproclama capitana delle Marmotte Urlanti, dove spesso litiga con i suoi compagni di squadra, in particolare con Gwen e Leshawna. Forma un'alleanza con Lindsay e Beth, anche se in sostanza le utilizza come pedine per i suoi scopi. Cospira con le due per eliminare molti dei concorrenti, ma una volta che il suo vero volto comincia a manifestarsi, Beth si rivolta contro di lei. In semifinale, Owen e Gwen si alleano per eliminare Heather e ci riescono quando arriva la tortura peggiore: farsi rasare la testa (per ironia della sorte, la sfida in questione è stata un'idea di Lindsay). In "A tutto reality Azione", Heather perde importanza come personaggio e viene superata dalla viziata e prepotente Courtney come antagonista della serie. Nei primi episodi indossa ancora la parrucca, ma la perde nel secondo episodio e rimane pelata per il resto della stagione. Qui non stringe alleanze con nessuno e Beth e Lindsay sono ormai sue nemiche. Rimane comunque la rivalità con Gwen e Leshawna, ma con quest'ultima diventa amica poco prima di essere eliminata, e ciò avviene verso metà stagione. Nel penultimo episodio in cui sta in gioco, lei trova una nuova parrucca, ma la regala a Leshawna prima di salire sulla Limoschif, così che gli altri concorrenti in gioco possano ricordarsi di lei. In " A tutto reality il Tour" svolge un ruolo anti-eroico e sviluppa un rapporto di amore/odio con Alejandro arrivando in finale con lui. Heather ammette di amarlo e i due si baciano ma lei gli rifila a tradimento una ginocchiata ai testicoli perché ritiene più importante il milione e lo spinge giù dal vulcano vincendo la stagione. In " A tutto reality All-Stars" si piazza decima a causa di Alejandro che intendeva vendicarsi dell'umiliazione della precedente stagione. Nell'ultima puntata afferma di essersi fidanzata con Alejandro e insieme sono gli aiutanti di Mike/Mal.

### Izzy
- Nell'edizione italiana è doppiata da Micaela Incitti (st. 1-5) e Rossella Acerbo (Le origini)
- Posizione in A Tutto Reality - l’isola: 7ª
- Posizione in A Tutto Reality - Azione!: 10ª
- Posizione in A Tutto Reality - Il Tour: 13ª (ritirata)

- Squadre: Carpe Assassine e Marmotte Urlanti (L’isola); Macchinisti Assassini (Azione!); Squadra delle Amazzoni e Squadra di Chris è super super fico (Il Tour)

Isabelle detta "Izzy" è una ragazza stramba e imprevedibile.
Nella prima serie è inizialmente posta tra le Carpe Assassine, ma decide di fare cambio squadra con Katie, una concorrente delle Marmotte Urlanti. La sua avventura sull'isola non dura molto: la prima volta abbandona perché è ricercata dalla polizia, la seconda perché spara un tranquillizzante a Heather scambiandola per un cervo. Ritorna nel corso della 15ª puntata dicendo che non aveva mai abbandonato l'isola, ma era rimasta nascosta nella foresta; in realtà mente: era stata nella Spiaggia dei Perdenti come tutti gli altri eliminati. Al suo ritorno stringe un rapporto d'amore con Owen.

### Justin
- Nell'edizione italiana è doppiato da Massimiliano Alto e Gabriele Lopez (Speciale TDA)
- Posizione in A Tutto Reality - l’isola: 20º
- Posizione in A Tutto Reality - Azione!: 7º

- Squadre: Marmotte Urlanti (L’isola); Macchinisti Assassini (Azione!)

Justin è un modello attraente e abbronzato di origini hawaiiane che attira l'attenzione di tutti i concorrenti dell'isola (soprattutto di Katie e Sadie nella prima stagione e nella seconda da Beth e Lindsay, anche se sono entrambe già fidanzate), a volta anche quelle di Owen e persino quelle degli animali. Nella prima serie fa parte delle Marmotte Urlanti, ma non ha molto spazio e viene presto eliminato per colpa di Heather e della sua alleanza. Nella seconda stagione verrà più fuori la sua personalità, rivelandosi particolarmente arrogante e vanitoso stringendo amicizia con Duncan per la sua volontà di eliminare le concorrenti donne, strategia attuata dal galeotto nell'edizione precedente.

### Katie
- Nell'edizione italiana è doppiata da Gemma Donati
- Posizione in A Tutto Reality - l’isola: 19ª

- Squadre: Marmotte Urlanti e Carpe Assassine (L’isola)

Katherine detta "Katie" è la migliore amica di Sadie. Le due concorrenti sono amiche inseparabili, infatti si conoscevano da tempo: si vestono ugualmente e la pensano sempre nello stesso modo. Inoltre, sono molto diverse fisicamente: lei infatti è la più magra delle due. Odiano essere separate e così entrambe rimangono scioccate quando scoprono di essere di due squadre diverse. Grazie a Izzy, riescono a rimanere unite. Anche se la loro amicizia ha resistito a molti litigi, è messa a dura prova con l'eliminazione di Katie. Tuttavia in seguito anche Sadie viene buttata fuori, così le due tornano insieme. Non si qualificano né per la seconda stagione, né per la terza. Quando Trent viene scaricato da Gwen, decidono di diventare sue fan. Ammirano molto anche Justin e Alejandro. Katie viene eliminata nell'episodio 6, perché si era persa nel bosco insieme alla sua migliore amica Sadie, alla fine la squadra di Katie sarebbe dovuta arrivare prima solo che Katie e Sadie arrivano dopo al traguardo e così per colpa di loro due perdono, alla fine Katie riceve più voti e viene eliminata.

### Leshawna
- Nella versione originale è doppiata da Novie Edwards, mentre nell'edizione italiana da Laura Lenghi
- Posizione in A Tutto Reality - l’isola: 5ª
- Posizione in A Tutto Reality - Azione!: 8ª
- Posizione in A Tutto Reality - Il Tour: 15ª

- Squadre: Marmotte Urlanti (L’isola); Elettricisti Urlanti (Azione!); Squadra della Vittoria (Il Tour)

Leshawna è una ragazza di colore corpulenta e vivace. In A tutto reality - L'isola fa parte della squadra delle Marmotte Urlanti, dove sviluppa presto una rivalità con Heather. Con poche eccezioni, è ben voluta dai suoi compagni. Stringe un rapporto con Harold e dopo l'eliminazione di quest'ultimo si baciano, anche perché scopre che è il ragazzo ad avergli scritto delle poesie d’amore. Arriva a buon punto della competizione e verrà eliminata per sbaglio dai personaggi precedentemente eliminati, classificandosi quinta. Nella seconda stagione viene sorpresa a parlare male degli altri concorrenti con sua cugina, mentre era con lei per una ricompensa dopo una sfida, nonostante tutto cerca di formare un'alleanza con Duncan e Harold per eliminare Heather,ma a causa dell'odio tra i due non verrà fatta, verrà eliminata a causa del suo comportamento scorretto tenuto nei confronti degli altri concorrenti . Nella terza stagione il suo rapporto con Harold si romperà perché si innamora di Alejandro, perdendo completamente la testa per il concorrente bello e dannato che la ingannerà provocandone l'eliminazione.

### Lindsay
- Nell'edizione italiana è doppiata in italiano da Alessia Amendola (st. 1-4) e Valentina Mari (st. 5)
- Posizione in A Tutto Reality - l’isola: 9ª
- Posizione in A Tutto Reality - Azione!: 6ª
- Posizione in A Tutto Reality - Il Tour: 14ª
- Posizione in A Tutto Reality - All-Stars: 14ª

- Squadre: Marmotte Urlanti (L’isola); Macchinisti Assassini (Azione!); Squadra della Vittoria (Il Tour); Criceti Eroici (All-Stars)

Lindsay è una ragazza con i capelli tinti di biondo dagli occhi azzurri, generosa e dolce ma ingenua e smemorata. È appassionata di moda e ama fare shopping. Vuole vincere perché secondo lei i soldi del premio basteranno per "comprare" la Francia. Nella prima stagione viene collocata nelle Marmotte urlanti ed entra nella coalizione di Heather insieme a Beth. Sarà attratta da Tyler ma Heather ostacolerà il loro rapporto perché il ragazzo è della squadra avversaria e quindi i due inizieranno a frequentarsi di nascosto. Beth presto si renderà conto che Heather le sta sfruttando abbandonando la coalizione. Lindsay però continua a restarle fedele fino a quando nell'episodio Senza catene viene eliminata per colpa di Heather che le dirà come stavano davvero le cose. Lindsay si vendicherà di lei rovesciandole addosso una gran quantità di parolacce. Nella seconda stagione, lei riesce a vincere diverse sfide singole, solo che alla fine si è per sbaglio autovotata e alla fine arriva 6º. Successivamente ha anche partecipato ad "A Tutto Reality - il Tour" e lei si è ricordata del suo fidanzato Tyler, però lei viene eliminata nell'episodio 9 perché ha perso lo spareggio contro DJ. Infine, Lindsay ha partecipato pure ad "A Tutto Reality - All-Stars", dove però viene eliminata per prima.

### Noah
- Nella versione originale è doppiato da Carter Hayden, mentre nell'edizione italiana da Andrea Mete (dialoghi), Roberto Tiranti (canto)
- Posizione in A Tutto Reality - l’isola: 21º
- Posizione in A Tutto Reality - Il Tour: 11º
- Posizione in Missione Cosmo Ridicola: 8º

- Squadre: Marmotte Urlanti (L’isola); Squadra di Chris è super super fico (Il Tour); Concorrenti di Reality Show con Owen (Missione Cosmo Ridicola)

Noah, è un ragazzo sarcastico di origini indiane. Sa fare molte cose, ma è molto pigro, testardo e noioso: viene così eliminato nel quarto episodio per non aver dato una mano ai suoi compagni durante la sfida del giorno per via del suo comportamento. In A tutto reality - L'isola è stato inserito tra le Marmotte Urlanti, dove non stringe nessuna amicizia e viene eliminato perché si rifiuta di aiutare i suoi compagni di squadra nella sfida di palla prigioniera. Durante il suo soggiorno sulla "Spiaggia dei Perdenti" forma un'alleanza con Eva e Izzy con l'obiettivo di trovare il milione, tuttavia non riesce nel suo intento. In A tutto reality - Azione! non compete, ma appare nei doposhow. Nella puntata speciale, si scopre che ha lavorato brevemente per Chris prima di essere licenziato. In A tutto reality presenta: Missione cosmo ridicola Noah si innamora di Emma.

### Owen
- Nella versione originale è doppiato da Scott McCord, mentre nell'edizione italiana da Fabrizio Vidale (fino a Missione Cosmo-Ridicola) e Massimo De Ambrosis (da ATR: Le origini)
- Posizione in A Tutto Reality - l’isola: 1º (2º nel finale alternativo)
- Posizione in A Tutto Reality - Azione!: 3º (squalificato)
- Posizione in A Tutto Reality - Il Tour: 8º
- Posizione in Missione Cosmo Ridicola: 8º

- Squadre: Marmotte Urlanti (L’isola); Macchinisti Assassini (Azione!); Squadra di Chris è super super fico (Il Tour); Concorrenti di Reality Show con Noah (Missione Cosmo Ridicola)

Owen, è un ragazzo in sovrappeso molto amichevole e festaiolo. Fa parte dell'alleanza maschile insieme a Geoff, DJ e Duncan e si innamora di Izzy, con cui si trova in sintonia. In A tutto reality - L'isola viene messo nelle "Marmotte Urlanti" dove riesce ad arrivare alla finale e a vincere contro Gwen, grazie anche all'appoggio degli altri concorrenti che lo attirano al traguardo con del cibo. Tuttavia, rifiuta i soldi per la possibilità di vincere un milione di dollari nella sfida aperta a tutti e 22 i concorrenti nello speciale, ma la valigetta verrà mangiata da uno squalo, provocando una seconda edizione per il gruppo di concorrenti, lui compreso.

### Sadie
- Nell'edizione italiana è doppiata in italiano da Letizia Ciampa
- Posizione in A Tutto Reality - l’isola: 15ª

- Squadre: Carpe Assassine (L’isola)

Sadie è la migliore amica di Katie. Le due concorrenti si conoscono da tempo e sono molto unite, infatti si vestono ugualmente e la pensano spesso allo stesso modo. Nonostante questo sono molto diverse fisicamente: infatti Sadie è più corpulenta di Katie, e quest'ultima ha una tonalità della pelle più scura della prima. Odiano essere separate e per questo entrambe rimangono affrante dall'essere in due squadre diverse, ma grazie al cambio di squadra di Izzy rimangono nello stesso team. Anche se la loro amicizia ha resistito a molti litigi, è messa a dura prova con l'eliminazione di Katie. In seguito anche Sadie viene eliminata, così le due tornano insieme. Non si qualificano né per la seconda stagione, né per la terza. Quando Trent viene scaricato da Gwen, decidono di diventare sue fan. Ammirano molto anche Justin e Alejandro.

### Trent
- Nella versione originale è doppiato da Scott McCord, mentre nell'edizione italiana è doppiato in italiano da Alessandro Campaiola
- Posizione in A Tutto Reality - l’isola: 11º
- Posizione in A Tutto Reality - Azione!: 13º

- Squadre: Marmotte Urlanti (L’isola); Macchinisti Assassini (Azione!)

Trent è un ragazzo affascinante coi capelli corvini e gli occhi verdi, dal carattere mite e gentile, che ha la passione per la musica ed è un talentuoso chitarrista e cantante. Ne L’Isola viene smistato tra le Marmotte Urlanti, e tra lui e la compagna di squadra Gwen nasce fin da subito una cotta reciproca; il rapporto che ne consegue non sarà tuttavia privo di inciampi, come quando durante una sfida si dimentica di Gwen sepolta viva dopo essere stato terrorizzato da un mimo (la sua più grande fobia). Inoltre, come se non bastasse, Trent ha la tendenza a essere vittima di incidenti dolorosi e potenzialmente letali durante le sfide, come ad esempio il suo avvelenamento dopo aver mangiato un pesce palla tagliato male da Lindsay. Malgrado ciò e anche grazie al contributo di Cody, riesce comunque a rinsaldare la sua relazione con Gwen. L’idillio viene infranto quando Trent viene baciato con l'inganno da Heather e questo gli costerà l'eliminazione, ma in seguito si farà perdonare da Gwen e riuscirà a rimettersi con lei durante la finale. Si qualifica per la seconda stagione, in cui lui e Gwen divengono rispettivamente capisquadra degli Elettricisti Urlanti e Macchinisti Assassini dopo aver vinto la sfida individuale del secondo episodio. Questo è il primo di una serie di eventi che purtroppo mette in crisi la loro relazione: Trent inizia infatti a manifestare una spiccata gelosia per il rapporto d’amicizia fra Gwen e Duncan, oltreché una strana ossessione per il numero 9 per via dello stress causatogli dal gioco. Quando inizia addirittura a sabotare la propria squadra pur di far vincere Gwen, la ragazza decide di lasciarlo e Justin, scoprendolo, lo fa eliminare. Nella prima puntata del Doposhow, resosi conto del suo comportamento sopra le righe, si scusa con tutti e spiega che la sua ossessione per il numero 9 è legato alla sua infanzia e all’affetto per il suo defunto nonno. Nel Doposhow successivo, cerca di chiarire e riappacificarsi con Gwen a livello amichevole, ma con un suo intervento nell’episodio finale fa capire di non avere ancora superato la rottura della loro relazione, nonostante abbia ricevuto tonnellate di lettere da parte delle sue ammiratrici. Nell’episodio speciale finale della stagione gode di un breve successo musicale fondando un gruppo pop con Cody, Harold e Justin, ma non riesce a qualificarsi per la terza edizione, in cui viene relegato al ruolo di comparsa durante i Doposhow. Malgrado lo scandalo del triangolo amoroso fra Gwen, Duncan e Courtney, tuttavia, nel terzo Doposhow viene mostrato come tra lui e Gwen le divergenze si siano appianate, permettendo loro di avere un rapporto amichevole. 

### Tyler
- Nell'edizione italiana è doppiato in italiano da Fabrizio Manfredi
- Posizione in A Tutto Reality - l’isola: 18º
- Posizione in A Tutto Reality - Il Tour: 10º

- Squadre: Carpe Assassine (L’isola); Squadra di Chris è super super fico (Il Tour)

Tyler è un ragazzo appassionato di sport che si considera prestante e atletico, ma è in realtà maldestro e imbranato, nonché incline ad infortunarsi; tuttavia, compensa con una personalità amichevole, disponibile e sensibile. Viene collocato nelle Carpe Assassine e fa subito colpo su Lindsay della squadra avversaria, con cui dovrà intrattenere una relazione in clandestinità per via di Heather. Nell'episodio Fattore Fobia viene eliminato perché purtroppo non riesce ad affrontare la sua fobia dei polli. Lo rivediamo nella Spiaggia dei Perdenti insieme a Lindsay e il loro rapporto sembra andare a gonfie vele nonostante la sbadataggine della ragazza. Non riesce a qualificarsi per A tutto reality - Azione!, ma appare nel Doposhow come comparsa. Nell’episodio speciale finale della stagione viene rivelato che ha partecipato in un altro programma di successo insieme a Leshawna. Riesce a qualificarsi per la terza stagione, ma viene preso continuamente di mira dai suoi compagni a causa della sua goffaggine e per di più Lindsay continua a scordarsi di lui; durante la tappa nello Yukon, però, riesce a salvare la sua squadra da un dirupo usando la strabiliante forza delle sue dita. Alla fine della tredicesima puntata scopre Gwen e Duncan che si baciano a tradimento nel confessionale e per tutta quella successiva è tormentato dal peso di tale segreto, che alla fine sarà costretto a rivelare a tutti perché ricattato da Alejandro. Viene eliminato nella quindicesima puntata dopo aver subito molteplici e gravi ferite nell'Area 51 e dopo aver cercato di eliminare Duncan che aveva iniziato a prendersela con lui per aver scoperto la sua tresca con Gwen.

## Personaggi introdotti inA tutto reality - Azione!

### Blaineley
- Nella versione originale è doppiata da Carla Collins, mentre nell'edizione italiana è doppiata in italiano da Claudia Razzi.[1]
- Posizione in A Tutto Reality - Il Tour: 7ª/6ª con Courtney

Blaineley Mildred Stacy Andrews O'Halloran, compare in A tutto reality - Azione! solo nello speciale, dove insieme a Josh conduce il programma Caccia alle celebrità. I due si occupano di ricercare persone un tempo famose per sapere che cosa fanno al giorno d'oggi. Blaineley è una donna adulta dalla personalità vanitosa, arrogante ed egocentrica che è solita indossare un abito da sera rosso senza maniche. Condurrà il Doposhow di A tutto reality nella terza stagione insieme a Geoff, che arriva a detestarla e a cercare di sbarazzarsi di lei dopo che la donna ha fatto deportare Bridgette in Siberia per non farsi rubare la scena come conduttrice. Il ragazzo cerca di umiliarla e ridicolizzarla mostrando filmati di backstage in cui assume comportamenti disgustosi o poco igienici, per poi riuscire ad allontanarla alla fine del terzo Doposhow facendola diventare una concorrente del gioco, dove però ha da subito problemi con le sfide e ha problemi a relazionarsi con gli altri concorrenti. L’unica persona con cui riesce ad avere un rapporto amichevole è Owen, che viene eliminato proprio nell'episodio del suo esordio e sembra avere una specie di cotta per lei dopo essere stato lasciato da Izzy.

### Alejandro
- Nella versione originale è doppiato da Marco Grazzini (st. 3) e da Alex House (st. 5), mentre nell'edizione italiana è doppiato da Gabriele Lopez
- Posizione in A Tutto Reality - Il Tour: 2º (1º nel finale alternativo)
- Posizione in A Tutto Reality - All-Stars: 6º
- Squadre: Squadra di Chris è super super fico (Il Tour); Avvoltoi Malvagi (All-Stars)

Alejandro Burromuerto è originario dell'America Latina ed è il primo concorrente introdotto come principale antagonista in A tutto reality - Il tour. È un ragazzo affascinante, atletico, estremamente furbo e sicuro di sé. Durante il corso della serie si rivelerà il concorrente più malvagio e pericoloso dello show e un manipolatore professionista usando il suo fascino per attrarre le concorrenti di sesso femminile per poi eliminarle e, grazie al suo gioco, elimina sia direttamente che indirettamente quasi tutti i concorrenti da solo riuscendo addirittura ad arrivare in finale ma viene sconfitto da Heather, l'unica ad aver compreso la sua vera indole. Fa la sua prima comparsa nell'episodio speciale di A tutto reality - Azione! Caccia alle celebrità, dove viene presentato da Chris come concorrente di un nuovo programma, A tutto reality - Carogne. Alla fine si scopre che il nuovo reality era soltanto una finta del conduttore e diventa membro del cast di A tutto reality - Il tour.
In "A Tutto Reality - All-Stars" si piazza sesto, ma, assieme a Heather, viene scelto come aiutante di Mike / Mal nell'ultima puntata.

### Sierra
- Nella versione originale è doppiata da Annick Obonsawin, mentre nell'edizione italiana è doppiata da Stella Musy
- Posizione in A Tutto Reality - Il Tour: 4ª (squalificata)
- Posizione in A Tutto Reality - All-Stars: 9ª
- Squadre: Squadra di Chris è super super fico e Squadra delle Amazzoni (Il Tour); Criceti Eroici (All-Stars)

Sierra è una ragazza di origini in parte tedesche, allegra, onesta e premurosa. Appare per la prima volta nello speciale di A tutto reality - Azione!, è una grande fan del reality e creatrice di molti blog di fandom, come Gwuncan e Duncney. Si qualifica per A tutto reality - Il tour. Dimostra di avere una forte attrazione per Cody e cerca di aiutarlo nei pericoli, ma purtroppo Cody non ricambia e ha un profondo odio verso Heather e Alejandro. Nell'edizione All Stars viene eliminata quasi subito a causa soprattutto di Cameron, Sierra si era innamorata di lui per sbaglio vedendo i tratti di Cody creando poi una vera e propria ossessione per il concorrente.

### Josh
- Nella versione originale è doppiato da Dwayne Hill, mentre nell'edizione italiana da David Chevalier[1].

Josh è il conduttore del programma Caccia alle celebrità insieme a Blaineley e compare in A tutto reality - Azione! nell'episodio Caccia alle celebrità. Stereotipo del conduttore televisivo sempre in cerca di gossip, durante la puntata Josh appare spesso piuttosto immaturo e facilmente emozionabile. Si dimostra, per esempio, fin troppo entusiasta per gli imminenti Gemmie Awards. Esprime poi un certo divertimento nell'assistere alle "lotte tra gattine". Prova poi antipatia per Chris McLean, per motivi ignoti. Riappare negli episodi 2×03 e 2×15 di A tutto reality: le origini.

## Personaggi introdotti inA tutto reality - La vendetta dell'isola

### Anne Maria
- Nella versione originale è doppiata da Athena Karkanis, mentre nell'edizione italiana è doppiata da Roberta Pellini
- Posizione in A Tutto Reality - La vendetta dell’isola: 8ª (autoeliminata)
- Squadre: Larve Mutanti (Vendetta dell’isola)

Anne Maria è una delle concorrenti introdotte in A tutto reality - La vendetta dell'isola di origini in parte italiane, faceva parte delle Larve Mutanti. Attratta dalla moda, utilizza di continuo la lacca per capelli, tanto che essi sono talmente duri e resistenti da tornare utili ai compagni di squadra nel corso di varie sfide. Ha una relazione con una delle personalità di Mike (Vito). Nel provino dimostra di non saper cantare. Diventa una pedina di Jo, rispondendo alle sue provocazioni. Durante il corso della serie si dimostra egoista, pensando solo a vincere e ai propri interessi personali; nonostante tutto questo in fondo non è una persona cattiva, si preoccupa infatti dei suoi compagni di squadra e ha molto rispetto in particolare per Cameron. Lascia il gioco dopo aver ricevuto da Zeke un diamante falso, e viene catapultata prima di cambiare idea, venendo sostituita da Dakota.

### B
- Posizione in A Tutto Reality - La vendetta dell’isola: 12º
- Squadre: Ratti Tossici (Vendetta dell’isola)

Beverly, abbreviato per volere suo “B" è un ragazzo di colore di stazza larga, piuttosto intelligente e pratico, e la sua stanza è piena di macchine da lui stesso progettate e costruite, tra cui un robot somigliante a lui. Durante lo show non parla assolutamente mai. Nella prima sfida crea una scala umana con i compagni di squadra, ma i Ratti perdono comunque. Nel secondo episodio viene rivelato, per volere di Chris, il suo vero nome, cioè Beverly, a causa del quale verrà poi schernito da Scott. Nel terzo episodio viene eliminato proprio per via della "Iena", che gli aizza contro i Ratti Tossici raccontando aneddoti falsi e infamanti sul suo conto e facendogli credere che ha sabotato la sfida.

### Brick
- Nella versione originale è doppiato da Jon Cor, mentre nell'edizione italiana è doppiato da Antonio Giuliani
- Posizione in A Tutto Reality - La vendetta dell’isola: 9º
- Squadre: Larve Mutanti e Ratti Tossici (Vendetta dell’isola)

Brick McArthur è un ex-cadetto dell'esercito, alto e muscoloso. Buono ed altruista, è molto legato alla vita militare, ne utilizza abitualmente il saluto e le abitudini, e pronuncia spesso la frase "Sissignore!". Tuttavia, ha paura del buio, soffre di Incontinenza urinaria e sebbene abbia un'ottima preparazione atletica, spesso si infortuna seriamente e quando ciò gli succede, per il dolore emette una voce stridente e acuta.

### Cameron
- Nella versione originale è doppiato da Kevin Duhaney, mentre nell'edizione italiana è doppiato da Federico Campaiola
- Posizione in A Tutto Reality - La vendetta dell’isola: 1º (2º nel finale alternativo)
- Posizione in A Tutto Reality - All-Stars: 7º (ritirato)
- Squadre: Larve Mutanti (Vendetta dell’isola); Criceti Eroici e Avvoltoi Malvagi (All-Stars)

Cameron Corduroy Wilkins è un ragazzino di colore molto debole e poco veloce ma dalla generosità infinita. Ha occhiali rotondi, capelli e occhi neri, ha una voce più acuta rispetto a quella degli altri ed è anche più basso. Viene bullizato da Jo, per il suo carattere fragile e incapace di difendersi dalle provocazioni, ma possiede una grande intelligenza, molto simile ad Harold. Tuttavia rispetto a quest'ultimo, Cameron riesce a sfruttare molto più abilmente le sue conoscenze, poiché prettamente scientifiche, e riesce a diventare amico nei confronti di quasi l'intero cast, con le eccezioni di Jo, Scott e Lightning. La sua permanenza nello show tempra poco a poco il suo carattere e la sua personalità; è il primo a capire il disturbo di personalità multiple di Mike, di cui diventa molto amico e, in seguito, fa amicizia anche con Zoey. Cameron riesce a smascherare Izzy, che si era travestita da ragno mutante, guarendo così dalla sua aracnofobia.
In "A Tutto Reality - All-Stars" si piazza settimo, ma, assieme a Gwen, viene scelto come aiutante di Zoey nell'ultima puntata.

### Dakota
- Nella versione originale è doppiata da Carleigh Beverly, mentre nell'edizione italiana è doppiata da Georgia Lepore
- Posizione in A Tutto Reality - La vendetta dell’isola: 7ª
- Squadre: Ratti Tossici e Larve Mutanti (Vendetta dell’isola)

Dakota Milton è una ragazza bella e vanitosa, che mira a diventare famosa. Ci sono spesso dei paparazzi che la fotografano, ma Chris riesce a liquidarli con ogni tipo di espediente. Nel primo episodio della quarta stagione perde tempo a farsi fotografare dai paparazzi e rischia l'eliminazione, ma al posto suo viene eliminata Staci. Proprio per questa sua mania viene eliminata nel secondo episodio, quando Sam iniziava a sentirsi attratto da lei. Ritorna sull'isola in deltaplano nell'episodio successivo, in cui suo padre offre molti soldi a Chris affinché riprenda la figlia come assistente, ma viene di nuovo eliminata. Chris le aveva donato un salvagente con il quale sarebbe potuta tornare sull'isola di nuovo come assistente, ma il salvagente si sgonfia. Riappare sull'isola nella puntata successiva, dove testa la prova per i concorrenti e rimane bloccata su una boa con lo squalo Zanna. Con l'eliminazione a sorpresa di Anne Maria, viene reinserita in gioco, ma dopo essersi trasformata in un mostro gigante per via dei rifiuti tossici dell'isola, verrà eliminata definitivamente, alzando però il suo posto in classifica.

### Dawn
- Nella versione originale è doppiata da Caitlynne Medrek, mentre nell'edizione italiana è doppiata da Guendalina Ward
- Posizione in A Tutto Reality - La vendetta dell’isola: 11ª
- Squadre: Ratti Tossici (Vendetta dell’isola)

Dawn è una ragazza bionda, bassa e pallida. Ha buoni rapporti con i compagni, soprattutto con B. È pacifista e naturalista. È molto calma e dedita alla meditazione; possiede una capacità piuttosto innaturale, ovvero quella di saper "vedere" l'aura delle persone e in un certo senso prevedere il futuro. Ha un'altra capacità: sa capire il linguaggio degli animali. Durante la quinta puntata ha un piano per vincere la sfida ma grazie a Scott questo piano non andrà in porto. Capisce quindi le sue vere intenzioni e promette di smascherarlo davanti a tutti. Viene eliminata proprio in questa puntata a causa di Scott, che ruba molti oggetti degli altri concorrenti, li mette in un sacco e incolpa Dawn dell'accaduto.

### Jo
- Nella versione originale è doppiata da Laurie Elliot, mentre nell'edizione italiana è doppiata da Monica Bertolotti
- Posizione in A Tutto Reality - La vendetta dell’isola: 5ª
- Posizione in A Tutto Reality - All-Stars: 12ª
- Squadre: Larve Mutanti e Ratti Tossici (Vendetta dell’isola); Avvoltoi Malvagi (All-Stars)

Jocelyn detta "Jo" è una ragazza molto forte, ma troppo iraconda e violenta. Ha capelli corti biondi e occhi viola chiaro. È molto simile in carattere ad Eva ed Heather. Se però queste ultime sanno spesso calmarsi, Jo è sempre molto tesa e autoritaria. Perfino nell'audizione ammette senza problemi di essere molto cattiva. Tortura spesso Cameron. Sin dall'inizio comincia a gareggiare con Brick in varie attività, prevalendo sempre. Dopo l'unione delle squadre terrà dalla sua parte Cameron, per farsi aiutare nelle sfide mentali, e sarà in continua competizione con Lightning, con questo che non capirà fino alla eliminazione che Jo è una donna. Verrà appunto eliminata verso la fine del programma, dopo il tradimento di Cameron.

### Lightning
- Nella versione originale è doppiato da Tyrone Savage (st.4-5) e da Kwaku Adu-Poku (Le Origini), mentre nell'edizione italiana è doppiato da Daniele Raffaeli (st.4-5) e da Lorenzo Crisci (Le Origini).
- Posizione in A Tutto Reality - La vendetta dell’isola: 2º (1º nel finale alternativo)
- Posizione in A Tutto Reality - All-Stars: 13º
- Squadre: Ratti Tossici (Vendetta dell’isola); Avvoltoi Malvagi (All-Stars)

Rudolph Jackson detto "Lightning" è uno sportivo di colore molto egocentrico, tanto da parlare di se stesso in terza persona. Tuttavia è molto abile nelle prove fisiche e gareggia sempre sicuro di vincere. Inizialmente non mostra cattiveria o eccessiva vanità, limitandosi a essere spesso sciocco, ma verso la fine della stagione rivelerà la sua aggressività. Sembra essere fiero del suo soprannome e storpia spesso le parole con grande fastidio di Scott. Per mantenersi in forma ha una riserva speciale di proteine e adora la carne. Scambia continuamente Jo per un maschio a causa del suo aspetto, anche quando se la ritrova in squadra. I due si alleano nell'episodio 9, ma lei lo tradisce subito. Lightning allora si vendica nell'episodio seguente, facendo capire a Cameron che lei lo sta sfruttando, e convincendolo a eliminarla. Si qualifica per la finale, e decide di portare Cameron con sé per avere la vittoria facile e vendicarsi del furto accidentale dell'immunità da parte di Cameron in una precedente sfida. Ne uscirà sconfitto dopo una lotta nel Chrisseo tra i due finalisti e gli animali mutanti.

### Mike
- Nella versione originale è doppiato da Cory Doran, mentre nell'edizione italiana è doppiato da Paolo Vivio
- Posizione in A Tutto Reality - La vendetta dell’isola: 6º
- Posizione in A Tutto Reality - All-Stars: 2º (1º nel finale alternativo)
- Squadre: Larve Mutanti (Vendetta dell’isola); Criceti Eroici (All-Stars)

Micheal detto "Mike" è un ragazzo di origini italiane, allegro, onesto e generoso, con un disturbo di personalità multipla. Ha 5 "personalità" che Mike cerca sempre di nascondere: Chester, un anziano brontolone; Svetlana, un'atleta russa; Vito, un surfista italiano; Manitoba Smith, un avventuriero simile a Indiana Jones; e Mal, la controparte malvagia di Mike aggiuntasi in All-Stars, che si distingue da quest'ultimo per gli occhi contornati di nero e il ciuffo che gli ricade sull'occhio sinistro. Mal verrà poi sconfitto nel finale di All-Stars proprio da Mike. Grazie a Cameron si scopre che i cambiamenti tra le varie personalità avvengono secondo determinate situazioni: Chester si manifesta quando Mike è frustrato; Svetlana quando è in una situazione che richiede una certa agilità; Vito quando perde la maglietta e Manitoba Smith quando indossa un cappello. Vedere Zoey in pericolo lo fa però ritornare normale.

### Sam
- Nella versione originale è doppiato da Brian Froud, mentre nell'edizione italiana è doppiato da Emiliano Coltorti
- Posizione in A Tutto Reality - La vendetta dell’isola: 10º
- Posizione in A Tutto Reality - All-Stars: 11º
- Squadre: Ratti Tossici (Vendetta dell’isola); Criceti Eroici (All-Stars)

Samuelson detto "Sam" è un ragazzo alto, in carne con gli occhiali e appassionato di videogiochi. Già dal secondo episodio mostra un leggero interesse per Dakota riuscendo gradualmente ad avvicinarsi a lei fino a ottenere il suo numero di telefono prima di essere eliminato. Viene eliminato nel sesto episodio per aver fatto perdere la squadra nella prima parte della sfida e per aver fallito la seconda parte della sfida. Torna nell'edizione "All-Stars" dove viene squalificato per aver rubato dei pezzi di pancake per portarseli nel soggiorno nell'isola dei teschi, manifesta una vera e propria dipendenza per i videogiochi tanto da avere la paura dei mutanti.

### Scott
- Nella versione originale è doppiato da James Wallis, mentre nell'edizione italiana è doppiato da Flavio Aquilone
- Posizione in A Tutto Reality - La vendetta dell’isola: 4º
- Posizione in A Tutto Reality - All-Stars: 3º
- Squadre: Ratti Tossici e Larve Mutanti (Vendetta dell’isola); Avvoltoi Malvagi (All-Stars)

Scott è un ragazzo cresciuto in una fattoria. Fin dal secondo episodio, mostra la sua strategia di gioco, ovvero quella di far perdere la sua squadra in modo da poter far rilassare gli altri concorrenti, approfittandone per eliminarli. Ha fatto così eliminare tre concorrenti della sua stessa squadra, i Ratti Tossici: Dakota, Beverly e Dawn, e successivamente anche Mike. È sempre alla ricerca della "statuetta di Chris" per conquistare l'immunità, e per depistare gli altri ne scolpisce di uguali e le nasconde per l'isola. Riesce a trovare la statuetta, che mostra nell'episodio 8 per salvarsi e far eliminare Dakota al suo ritorno. È spesso aggredito dallo squalo Zanna, dato che gli ha preso un suo dente, che usa come porta-fortuna. Verrà eliminato verso la fine, per le sue fasciature per aver lottato con lo squalo. Chris lo lancerà insieme a questo, per vendicarsi di averlo fatto catapultare nei bagni. Riesce a posizionarsi meglio nella stagione successiva, rinunciando a far perdere la squadra per godersi i vantaggi della villa dei vincitori. Avrà una breve relazione con Courtney, che però durerà poco.

### Staci
- Nella versione originale è doppiata da Asley Peters, mentre nell'edizione italiana è doppiata da Letizia Scifoni
- Posizione in A Tutto Reality - La vendetta dell’isola: 13ª
- Squadre: Ratti Tossici (Vendetta dell’isola)

Staci è una ragazza con la mania di raccontare bugie, e finge di venire da una famiglia di inventori. Chris la prende proprio per questa sua mania di raccontare bugie che dovrebbe rendere più vivo il gioco, ma in realtà è la prima eliminata della quarta stagione, proprio perché parlando in continuazione di queste sue “parentele” annoiava gli altri concorrenti senza portare alcun vantaggio alla squadra.

### Zoey
- Nella versione originale è doppiata da Barbara Mamabolo, mentre nell'edizione italiana è doppiata da Domitilla D'Amico
- Posizione in A Tutto Reality - La vendetta dell’isola: 3ª
- Posizione in A Tutto Reality - All-Stars: 1ª (2ª nel finale alternativo)
- Squadre: Larve Mutanti (Vendetta dell’isola); Criceti Eroici (All-Stars)

Zoey è una ragazza dai capelli rossi legati in due codini con elastici rosa, occhi marroni e un fiore rosa in testa. È di origini scozzesi con una personalità dolce, allegra e socievole ma anche un po' paranoica. Non ha avuto amici quando era piccola ed ha avuto un'infanzia triste. È molto fragile, ma sempre disposta ad aiutare gli altri e cerca sempre di vedere il meglio nelle altre persone. Appena arriva sull'isola si innamora a prima vista di Mike ma inizialmente non comprende il suo disturbo e pensa sia un attore stanislavskiano. Quando il ragazzo "diventa" Vito infatti è attratto da Anne Maria e Zoey è quindi convinta che lui non sappia decidersi fra le due. La ragazza fa poi amicizia con Scott, cosa che preoccupa Mike che non si fida del ragazzo e quando il ragazzo viene eliminato proprio da Scott, Zoey capisce finalmente com'è veramente.

## Personaggi introdotti inA tutto reality - L'isola di Pahkitew

### Amy
- Nella versione originale è doppiata da Bryn McAuley, mentre nell'edizione italiana è doppiata da Ludovica Bebi
- Posizione in A Tutto Reality - L’isola di Pahkitew: 12ª
- Squadre: Pimâpotew Kinosewak (L’isola di Pahkitew)

Amy è una delle due gemelle, la sorella maggiore di Sammy, poiché quest’ultima è nata 17 minuti dopo l’altra. Ha i capelli lunghi e biondi, e indossa un completo da cheerleader rosso; l'unica caratteristica che la distingue dalla sorella gemella è un neo sulla guancia. Ha un carattere tirannico e gode nell'avere il controllo totale della vita di sua sorella che, proprio perché considerata come la sua versione inferiore, odia terribilmente. La ragazza, dopo aver umiliato e sottomesso la sorella nelle prime tre puntate, subisce la ribellione di quest'ultima: infatti, Samey riesce a far mangiare un frutto di mancinella alla sorella e, durante la cerimonia dell'eliminazione, Amy, non potendo parlare a causa dello shock anafilattico dovuto al frutto, verrà scambiata per Samey e sarà costretta a lasciare l'isola. Ritornerà nel quinto per episodio per vendicarsi dopo aver ricevuto l'umiliazione da Samey smascherando il suo inganno, ma verrà sparata via di nuovo dal cannone da Chris per evitare la confusione ma stavolta con Samey. Non si sa come proseguirà il conflitto.

### Beardo
- Nella versione originale è doppiato da Clé Bennett, mentre nell'edizione italiana è doppiato da Metello Mori
- Posizione in A Tutto Reality - L’isola di Pahkitew: 14º
- Squadre: Wâneyihtam Maskwak (L’isola di Pahkitew)

Beardo è un ragazzo di colore alto, con una grande barba folta e dei capelli ad afro che gli coprono quasi tutto il volto. Durante la sua brevissima permanenza nel reality parla ben poco e non fa granché per aiutare la squadra nella prima sfida. Beardo possiede un'abilità particolare: egli, infatti, si esprime imitando effetti sonori con la bocca. Questa sua capacità infastidisce alcuni compagni di squadra - Dave soprattutto - e gli causerà l'eliminazione; ed è proprio a quel punto che parlerà, dicendo che è stato un piacere conoscere i suoi compagni di squadra. Finora, Beardo detiene due tristi primati: è uno dei due personaggi che ha partecipato al minor numero di episodi in veste di concorrente e conta il minor numero di apparizioni fisiche all'interno della serie come personaggio in generale.

### Dave
- Nella versione originale è doppiato da Daniel DeSanto, mentre nell'edizione italiana è doppiato da Federico Bebi
- Posizione in A Tutto Reality - L’isola di Pahkitew: 7º
- Squadre: Wâneyihtam Maskwak (L’isola di Pahkitew)

David detto "Dave" è un ragazzo pessimista, ossessionato dall'igiene. A partire dal primo episodio sembra andare d'accordo soltanto con alcuni dei membri della propria squadra, dimostrando di mal sopportare, in particolare, Beardo e Leonard ma costruendo un buon rapporto in particolare con Shawn. Nel secondo episodio, durante la sfida, inizia a palesarsi la sua cotta verso l'atletica Sky. Col passare degli episodi, il suo amore per Sky si intensifica ma il ragazzo pensa di non essere ricambiato, rimanendone frustrato; tuttavia, è determinato a mantenere il proposito di dichiararsi a lei ma nel nono episodio Sky lo pianta in asso, facendolo cadere in uno scoramento disperato e, al contempo, rabbioso, che farà rivelare per la prima volta il peggior lato della sua personalità. Quando nell'episodio finale scopre che Sky era già fidanzata, si abbandona completamente al suo lato peggiore e decide di vendicarsi di Sky, ostacolando sia lei che Shawn nella gara finale, ma senza successo. Alla fine dell'episodio viene abbandonato sull'isola da Chris e dagli altri concorrenti ed è costretto ad affrontare di nuovo l'orso subacqueo. Non si sa che fine abbia fatto dopo la fine dello show. Nel corso della stagione Ella si innamora di lui, Dave però la rifiuta essendo innamorato di Sky facendola rimanere male.

### Ella
- Nella versione originale è doppiata da Sundae Muse, mentre nell'edizione italiana è doppiata da Veronica Puccio (dialoghi), Aurelia Porzia (canto)
- Posizione in A Tutto Reality - L’isola di Pahkitew: 9ª (squalificata)
- Squadre: Wâneyihtam Maskwak (L’isola di Pahkitew)

Ella è una ragazza allegra e solare che ama il canto e la natura. Sin dal primo episodio dimostra eccellenti abilità canore per le quali verrà spesso rimproverata da Chris, che più volte la minaccia di squalifica immediata dal gioco, poiché non fa che cantare in continuazione. Il suo amore per gli animali e la sua abilità nel canto si dimostrano utili durante la seconda sfida. È odiata da Sugar, la quale non sopporta la sua solidarietà, la sua bellezza, la sua intelligenza, la sua gentilezza e il suo dolce animo, poiché pensa che possa batterla nel titolo di Miss nonostante ciò, Ella cerca più volte di fare amicizia con lei, ma senza successo, provocando come risultato solo la rabbia di Sugar. Finirà per innamorarsi di Dave ma verrà respinta da quest'ultimo perché innamorato di Sky, la quale si ingelosirà di lei dato il suo interesse verso il ragazzo.

### Jasmine
- Nella versione originale è doppiata da Katie Bergin, mentre nell'edizione italiana è doppiata da Rachele Paolelli
- Posizione in A Tutto Reality - L’isola di Pahkitew: 4ª
- Squadre: Pimâpotew Kinosewak (L’isola di Pahkitew)

Jasmine è una ragazza di colore di origine australiana estremamente alta che indossa un cappello da avventuriera e dei pantaloncini corti. Ha un animo da leader e un carattere molto severo per quanto riguarda le sfide, ma al contempo molto dolce e umano nel relazionarsi con gli altri al di fuori di esse. Si dimostra subito molto amica di Samey, motivandola a rivoltarsi contro le angherie della sorella gemella; inoltre, la coprirà dopo che si sarà sostituita alla sorella. Ha inesauribili capacità di sopravvivenza e di controllo sugli animali ma soffre di claustrofobia. È attratta da Shawn e dalle sue doti di sopravvivenza, sebbene sia convinta che il ragazzo scherzi quando parla del pericolo di un'imminente "apocalisse zombie". Questi sentimenti nei suoi confronti la porteranno, nel quinto episodio, a decidere di perdere la sfida in favore di Shawn, rischiando l'eliminazione; quando però il ragazzo la farà tonfare in acqua in malo modo (a causa della erronea galvanizzazione da parte di Dave, il quale gli fa credere che Jasmine sia uno zombie), deciderà di accantonarli, divenendo acida e ostile. Dopo qualche episodio, però, perdona il ragazzo e si mettono assieme, anche se Jasmine uscirà poco dopo a causa di Sugar, che la sabota durante la sfida e la fa arrivare ultima, portando alla sua eliminazione. Ritorna nella finale come aiutante di Shawn, anche se la loro relazione sarà messa di nuovo alla prova dopo che Chris le rivela, tramite le registrazioni dei confessionali di Shawn, che il ragazzo non voleva condividere il montepremi con l'amazzone, ferendola. Tuttavia, indipendentemente dal finale, La ragazza lo perdonerà dopo che questo le porge un fiore dopo essere uscito dalla valanga causata da Sky.

### Leonard
- Nell'edizione italiana è doppiato da Gabriele Patriarca
- Posizione in A Tutto Reality - L’isola di Pahkitew: 13º
- Posizione in Missione Cosmo Ridicola: 18º
- Squadre: Wâneyihtam Maskwak (L’isola di Pahkitew), Giocatori di ruolo con Tammy (Missione Cosmo Ridicola)

Leonard è un ragazzo di colore che indossa una lunga tunica verde, un cappuccio di uguale colore e una barba finta, poiché si crede un mago (con tanto di bacchetta magica). Racconta spesso delle sue irreali avventure fra castelli e scontri con feroci draghi, il che lo pone in antitesi al realismo di Dave. Nel primo episodio convince la squadra a costruire una "Torre del Mago", in una sfida riguardante la costruzione di un rifugio per la notte; la torre, mal costruita e instabile, cadrà dopo essere stata colpita da una mandria di alci impazzite.

### Max
- Nell'edizione italiana è doppiato da Alex Polidori
- Posizione in A Tutto Reality - L’isola di Pahkitew: 5º (squalificato)
- Squadre: Pimâpotew Kinosewak e Wâneyihtam Maskwak (L’isola di Pahkitew)

Maxwell detto "Max" è un ragazzo basso e grassoccio con una chioma di capelli a caschetto tinti di viola. Sembra che adori interpretare la parte dello scienziato pazzo, fallendo però la maggior parte delle volte. Infatti, sotto quell'apparenza, pare nascondere una personalità e un carattere teneri, prova ne è lì fatto che, come egli stesso rivela nel suo provino da casa, ha un lavoretto come babysitter. Nel primo episodio afferma di aver paura del buio. Sembra andare d'accordo con Scarlett: la ragazza spesso lo aiuta a mettere in funzione i suoi marchingegni diabolici, così da credere che abbia una cotta per lui. Max finirà per considerarla come una sorta di assistente, causando a poco a poco l'ira della ragazza, che decide di liberarsene.

### Rodney
- Nell'edizione italiana è doppiato da Marco Vivio
- Posizione in A Tutto Reality - L’isola di Pahkitew: 11º
- Squadre: Pimâpotew Kinosewak (L’isola di Pahkitew)

Rodney è un ragazzo molto massiccio dolce e sensibile ma anche goffo e impacciato, che indossa una salopette e ha i capelli arancioni, oltre a ricordare Scott. Ha vissuto da sempre in una fattoria, insieme al padre e ai suoi cinque fratelli minori. La sua maggior caratteristica è il facile innamoramento nei confronti delle altre concorrenti. Si innamorerà di Jasmine durante il primo episodio, di Amy nel secondo e di Scarlett e Saemy (credendo Amy) nel quarto, immaginandosi fantomatiche storie d'amore con le stesse, che hanno però luogo soltanto nella sua testa. Verrà eliminato nel quarto episodio perché non ha saputo rispondere in nessuna delle prove verità facendo prendere la scossa alla sua squadra. Dopo essere stato sparato dal cannone, Chris rivelerà che è riuscito ad affondare una grossa nave da guerra.

### Samey
- Nell'edizione italiana è doppiata da Giulia Franceschetti
- Posizione in A Tutto Reality - L’isola di Pahkitew: 10ª
- Squadre: Pimâpotew Kinosewak (L’isola di Pahkitew)

Sammy, ironicamente chiamata "Samey", da tutti, è la gemella buona. Indossa anch'essa un completo da cheerleader rosso e ha lunghi capelli biondi. Fin dagli attimi iniziali del primo episodio, pare evidente che sia completamente assoggettata al volere dalla gemella, tanto da essere utilizzata durante la prima sfida come scudo umano da quell'ultima. Più volte Jasmine, divenuta presto sua amica, incoraggia la ragazza a ribellarsi contro i soprusi di Amy, cosa che riuscirà a portare a termine nel terzo episodio, in cui prende il suo posto all'insaputa di tutti, facendola eliminare in luogo del proprio. Durante gli episodi successivi, fingerà di essere la sorella agli occhi di tutti, tranne che di Jasmine, la quale l'aiuta a ricoprire il ruolo di Amy. Nel quinto episodio, a sorpresa, quest'ultima farà un breve ritorno a Pahkitew per smascherare l'inganno di Samey, al costo di far perdere la sfida alla squadra Kinosewak. Verrà così eliminata dai suoi compagni di squadra e Chris decide di spararla dal Cannone della Vergogna insieme alla gemella. Non si sa come sia proseguito il conflitto.

### Scarlett
- Nell'edizione italiana è doppiata da Alida Milana
- Posizione in A Tutto Reality - L’isola di Pahkitew: 6ª (squalificata)
- Squadre: Pimâpotew Kinosewak (L’isola di Pahkitew)

Scarlett è una ragazza dai capelli rossi raccolti in una grossa crocchia, che indossa un maglione verde chiaro e una gonna verde scuro. Essa dimostra subito la sua eccezionale intelligenza e cerca di sfruttarla a vantaggio della propria squadra (Pimâpotew Kinosewak). Sembra essere amica di Max: spesso lo aiuta a rendere funzionanti i suoi marchingegni difettosi, ma il ragazzo pensa che lei abbia una cotta per lui. A partire dal quinto episodio, inizia a dimostrare una vena di cattiveria e non prende bene il fatto che Max la consideri come una misera assistente.

### Shawn
- Nell'edizione italiana è doppiato da Francesco Venditti
- Posizione in A Tutto Reality - L’isola di Pahkitew: 1º (2º nel finale alternativo)
- Squadre: Wâneyihtam Maskwak (L’isola di Pahkitew)

Shawn è un ragazzo vestito con un cappello verde e un giubbotto arancione. Molto impaurito dagli zombie, non passa mai la notte col resto della squadra: infatti, ha timore che si trasformino tutti in morti viventi. Dimostra una grande conoscenza delle specie vegetali e sorprendenti doti di sopravvivenza. Nel secondo episodio sembra entrare in sintonia con Jasmine, nonostante faccia parte della squadra avversaria, ma ribadisce più volte di non voler andare oltre, poiché ammette che, nel caso in cui la sua amata si trasformi in zombie, non avrebbe cuore di ucciderla, anche se spesso la sua fobia per gli zombi mette a dura prova la loro relazione. Alla fine del secondo episodio trova finalmente un rifugio per la sua squadra.
Arriva in finale e in Italia è lui il vincitore nella serie, mentre nel finale alternativo vince Sky.

### Sky
- Nell'edizione italiana è doppiata da Eva Padoan
- Posizione in A Tutto Reality - L’isola di Pahkitew: 2ª (1ª nel finale alternativo)
- Squadre: Wâneyihtam Maskwak e Pimâpotew Kinosewak (L’isola di Pahkitew)

Skye Jennifer Swanson, detta Sky, è una ragazza con un forte spirito di squadra, atletica e leale. Nei primi due episodi sembra collaborare spesso con Dave, del quale finirà per infatuarsi, ma ribadirà spesso che a lei interessa soltanto la vittoria nel gioco e non le relazioni amorose. Cerca in tutti i modi di spronare la sua squadra a fare meglio durante le sfide. Ha un problema di ansia, infatti quando è stressata rutta in modo rumoroso. Nel finale alternativo è lei la vincitrice nella serie, mentre in Italia vince Shawn. Svilupperà una gelosia verso Ella che si innamora di Dave, Sky nonostante sia concentrata sul vincere il gioco dimostra comunque un forte interesse verso il pessimista, i due finiranno quasi per baciarsi durante una sfida ma Sky presa dall'ansia ha un attacco manifestato da un rutto e dopo che cambierà squadra verrà particolarmente incentivata da Jasmine a lasciare perdere Dave e concentrarsi sul gioco

### Sugar
- Nell'edizione italiana è doppiata da Francesca Guadagno
- Posizione in A Tutto Reality - L’isola di Pahkitew: 3ª
- Squadre: Wâneyihtam Maskwak (L’isola di Pahkitew)

Sugar è una ragazza egoista che sembra voler diventare una miss. Appena scesa sull'isola dimostra il suo carattere egocentrico. Odia moltissimo Ella per via del suo carattere gentile e dei suoi modi di fare da principessa respingendo i suoi innumerevoli tentativi di fare amicizia e cercando invece di eliminarla dal gioco. Ci riuscirà facendola cantare dopo che Chris aveva vietato di farlo e nel corso della serie si dimostrerà sempre più rozza, prepotente e spietata avendo un rapporto molto instabile con tutti i concorrenti

### Topher
- Nell'edizione italiana è doppiato da George Castiglia
- Posizione in A Tutto Reality - L’isola di Pahkitew: 8º
- Squadre: Pimâpotew Kinosewak (L’isola di Pahkitew)

Christopher, detto "Topher", è un ragazzo ruffiano ed egocentrico fan di Chris. Cerca subito le attenzioni di Chris e si complimenta con lui per ogni cosa. Nel sesto episodio si comincia a intuire che il vero intento di Topher sia di sostituire Chris nella conduzione, tanto da far venire preoccupazioni a Chris, già negli episodi precedenti, che inizierà a irritarsi, e sarà punto sul vivo sulle osservazioni di Topher riguardo al fatto che sembra vecchio. Nello stesso episodio chiamerà i produttori per fare sostituire Chris a cui aveva rubato il cellulare, ma nell'ottavo episodio verrà scoperto da Chris, probabilmente grazie ai video della stagione, che lo chiamerà facendosi passare per uno dei produttori e gli farà credere che sarà il nuovo conduttore. Le azioni di Topher faranno così perdere la sua squadra che lo elimina, e alla fine Chris gli rivelerà il suo inganno.

## Personaggi introdotti inA tutto reality presenta: Missione Cosmo Ridicola

### Don
Don è il conduttore di A tutto reality presenta: Missione Cosmo Ridicola. Molto meno sadico di Chris, è meno disposto a torturare i concorrenti. È suo dovere applicare penalità quando i concorrenti infrangono le regole, ma lo fa solo quando gli va. Organizza varie sfide in giro per il mondo, sottolineando i punti cruciali di ogni episodio e cogliendo costantemente l'occasione per vantarsi di sé, ma, a differenza di Chris, compare poco, lasciando grande spazio ai concorrenti. Non viaggia con loro, ma si muove in anticipo per mostrare le sfide prima ancora del loro arrivo. Ha fatto costruire i "Don Box", scatole somiglianti a lui con un tasto sulla parte superiore che, se toccato, fa uscire dalla bocca un biglietto con la prossima sfida.
Nella versione originale è doppiato da Terry McGurrin, mentre nella versione italiana da Riccardo Niseem Onorato.

### Carrie e Devin
- Nell'edizione italiana vengono doppiati da Elena Perino e Simone Veltroni
- Posizione in Missione Cosmo Ridicola: 5^ (ritirati)
- Squadra: Amici del cuore

Carrie e Devin fanno parte della coppia "Amici del Cuore", infatti sono due amici per la pelle e amano aiutarsi l'un l'altra nelle sfide. Carrie in realtà è segretamente innamorata di Devin, ma non riesce a confessargli i suoi sentimenti, complice è che Devin è già fidanzato. Quando il ragazzo verrà scaricato con una telefonata, cadrà in una profonda depressione seguita dalla rabbia continuando a ignorare la ragazza. Ironicamente quando finalmente si accorgerà di amare anche lui Carrie, la ragazza, stanca di essere continuamente ignorata, comincerà a pensare più alla gara e ogni suo tentativo di impressionarla finirà male. Inoltre diventerà geloso dell'amicizia della ragazza con Ryan. Quando però Kitty e Emma gli rivelano che è ricambiato i due riusciranno a confessarsi e mettersi insieme. Durante lo stesso episodio verranno eliminati perché Kitty spingerà per sbaglio Devin giù da un burrone e i due saranno costretti a ritirarsi poiché Devin è ricoperto di bende.

### Taylor e Kelly
- Nell'edizione italiana vengono doppiate da Laura Boccanera e Barbara De Bortoli
- Posizione in Missione Cosmo Ridicola: 13^
- Squadra: Madre e Figlia

Taylor e Kelly fanno parte della coppia "Madre e Figlia". Le due vengono da una famiglia ricca, come Dakota. Tutte e due sono statunitensi con origini armene. La madre Kelly è una donna allegra ed entusiasta che cerca a tutti i costi di sembrare una mamma alla moda mentre Taylor è una ragazza viziata e arrogante che tratta sempre la madre come un zerbino. L'atteggiamento di Taylor durante la serie mette spesso a dura prova la pazienza di Kelly che spesso fa la maggior parte del lavoro. Nell'episodio 8, Kelly dice a Taylor tutta la verità, che in verità tutti i trofei che aveva glieli avevano comprati lei e suo padre. Nell'episodio 9 alla fine fanno pace, anche se vengono eliminate perché hanno raggiunto per ultime il traguardo.

### Emma e Kitty
- Nell'edizione italiana vengono doppiate da Sabrina Duranti e Francesca Manicone
- Posizione in Missione Cosmo Ridicola: 4^
- Squadra: Sorelle

Emma e Kitty fanno parte della coppia "Sorelle", infatti, sono due sorelle di origine orientale dal carattere molto diverso. Emma è una ragazza seria, in procinto di andare al college per studiare legge e che vuole pensare più a vincere la gara che divertirsi mentre Kitty è allegra e gioviale ed ha spesso il cellulare per le mani per fare dei selfie durante le sfide. Nonostante i rimproveri di Emma, Kitty l'aiuterà nelle sfide e le due andranno molto avanti. Kitty farà amicizia con i gemelli proponendo un'alleanza che però finirà nello stesso episodio. Kitty farà anche amicizia con Carrie scoprendo i suoi sentimenti per Devin. Emma inoltre si innamora di Noah.

### Crimson ed Ennui
- Nell'edizione italiana vengono doppiati da Benedetta Degli Innocenti e Alan Bianchi
- Posizione in Missione Cosmo Ridicola: 7^
- Squadra: Gotici

Crimson ed Ennui fanno parte della coppia "Gotici". Sono spesso silenziosi e freddi, parlano molto raramente e non si scompongono quasi mai. Tuttavia durante l'episodio 7 i due mostreranno, di essere felici della tappa in Transilvania rischiando quasi l'eliminazione, e mostreranno nel confessionale il loro primo sorriso nella mostra. Nell'episodio 11, a causa di una sfida dentro una sauna e nel nuotare in un fiume, i due perderanno tutto il loro trucco scoprendo per la prima volta il loro vero aspetto, e rivelano di essere fidanzati da 3 anni e di avere entrambi problemi sociali. Quest’attimo di smarrimento li porterà a voler lasciare la competizione, ma alla fine riusciranno ad accettarsi e ad amarsi per quello che sono. Tuttavia, i due vedono una boutique gotica, dove troveranno dei nuovi costumi e riprenderanno la loro sicurezza.

### Mickey e Jay
- Nell'edizione italiana vengono doppiati da Alessio Nissolino e Mattia Nissolino
- Posizione in Missione Cosmo Ridicola: 12^
- Squadra: Gemelli Sventura

Micheal e Jason detti "Mickey" e "Jay" fanno parte della coppia "Gemelli Sventura". Sono due gemelli dall'aspetto molto magrolino e debole. I due, infatti, soffrono di diversi tipi di allergie e fobie varie dovute a brutte esperienze in passato tanto che pensano di essere leggermente sfortunati. Nonostante ciò i due vanno avanti nelle sfide aiutandosi sempre l'un altro. Mickey farà amicizia con Kitty quando ella lo difenderà da Taylor; tuttavia la loro alleanza insieme a sua sorella non durerà a causa di un loro incidente. Vengono eliminati nell'episodio 11 a causa di Emma che usa la fobia di Mickey per i germi per fargli venire un attacco di panico ed evitare che batta Noah alla sfida con l'assolo di chitarra. dimostrano comunque di essere felici per essersela cavata nelle sfide fisiche.

### Ryan e Stephanie
- Nell'edizione italiana vengono doppiati da Daniele Giuliani e Barbara Pitotti
- Posizione in Missione Cosmo Ridicola: 6^
- Squadra: Fidanzati (inizialmente), Iene Inferocite (successivamente)

Ryan e Stephanie fanno parte della coppia "Fidanzati". Ryan è un ragazzo di colore appassionato di fitness, molto grosso e robusto ma gentile mentre Stephanie è una bella ragazza di colore che spesso appare innocente, ma in realtà è molto competitiva. Si amano molto e stanno spesso a baciarsi, anche più di Geoff e Bridgette. Tuttavia nel corso della serie l'animo competitivo di Stephanie verrà fuori sempre più spesso arrivando a insultare Ryan quando farà fatica a superare una sfida. Dopo un po' il ragazzo finirà per non sopportarla di più e la lascerà quando la coppia crederà di essere eliminata. Non sarà così e i due andranno avanti ribattezzandosi "Iene Inferocite" per volere di Don, dato che da quel momento passano il tempo a punzecchiarsi di continuo durante le sfide.

### Jacques e Josee
- Nell'edizione italiana vengono doppiati da Gianfranco Miranda e Federica De Bortoli
- Posizione in Missione Cosmo Ridicola: 3^
- Squadra: Pattinatori

Jacques e Josee fanno parte della coppia "Pattinatori". I due sono degli atleti olimpionici, molto forti, arroganti ed estremamente competitivi, mostrandosi ben presto i principali antagonisti della stagione. Josee soprattutto non sopporta non arrivare prima, perdendo spesso le staffe, e rimprovera spesso il suo compagno per un errore che ha fatto loro perdere la Medaglia d'oro. Amano tanto stare al centro dell'attenzione che nel corso delle sfide sorridono continuamente alla telecamera in una maniera quasi inquietante, tanto da dover resistere al dolore alle guance per lo sforzo. È l'unica coppia della serie ad aver vinto insieme più sfide consecutive, scendere molto raramente vicino all'ultimo posto, e a ottenere più penalità di qualunque coppia. I due avranno una maggiore rivalità con le Allieve poliziotte, un'altra coppia molto forte, specialmente tra Josee e MacArthur che non si sopportano.

### Brody
- Nell'edizione italiana viene doppiato da Emanuele Ruzza
- Posizione in Missione Cosmo Ridicola: 2º (1º nel finale alternativo)
- Squadra: Surfisti con Geoff

Brody fa parte insieme a Geoff della coppia "Surfisti". I due sono molto amici, quasi fratelli, e sono quelli che, più che alla vittoria, pensano a divertirsi il più possibile. Geoff sin dall'inizio spiega che, sapendo di non essere molto intelligente, preferisce stare dietro agli altri team, ma aiutandoli. Josee tenterà di far finire la loro amicizia, ma otterrà l'effetto opposto. Brody inoltre durante le sfide si prenderà una cotta per MacArthur attratto dal lato energico della ragazza. I due faranno inoltre amicizia con altri team come gli Amici del cuore, Carrie e Devin.

### Dwayne e Dwayne Jr.
- Nell'edizione italiana vengono doppiati da Francesco Pezzulli e Riccardo Suarez
- Posizione in Missione Cosmo Ridicola: 9^
- Squadra: Padre e Figlio

Dwayne e Dwayne Jr., detto ovviamente “Junior", fanno parte della coppia "Padre e Figlio". Come Kelly e Taylor, anche loro sono una coppia composta da un genitore e un figlio. Dwayne è un padre che fa sentire il figlio in imbarazzo, che però ha deciso di partecipare perché spera di rinsaldare i rapporti con lui. Tuttavia spesso i suoi tentativi di apparire in gamba finiscono per mettere in imbarazzo il figlio, appunto, più serio e coscienzioso.

### Sanders e MacArthur
- Nell'edizione italiana vengono doppiate da Valentina Favazza e Laura Romano
- Posizione in Missione Cosmo Ridicola: 1^ (2^ nel finale alternativo)
- Squadra: Allieve Poliziotte

Sanders e Valentina Escobar detta "MacArthur" fanno parte della coppia "Allieve Poliziotte". MacArthur è una ragazza molto robusta dalla personalità energica e competitiva mentre Sanders è una ragazza di colore dal fisico più asciutto che cerca spesso di far ragionare la collega. Le due si mostreranno una delle coppie più forti, grazie anche alla prestanza fisica di MacArthur che in certe sfide si porta letteralmente la compagna sulla spalla, cosa che fanno anche gli altri concorrenti tra di loro. Nascerà rapidamente una rivalità con i Pattinatori, specie con Josee che MacArthur odia poiché la considera arrogante e scorretta. Nell'episodio 13 saranno costrette a collaborare con loro durante una sfida e alla fine anche Sanders ammetterà che i Pattinatori sono cattivi. Faranno invece amicizia con i Surfisti, con MacArthur che colpirà molto Brody che si sentirà attratto da lei.

### Chet e Lorenzo
- Nell'edizione italiana vengono doppiati da Stefano Sperduti e Manuel Meli
- Posizione in Missione Cosmo Ridicola: 11^
- Squadra: Fratellastri

Chester, detto "Chet", e Lorenzo fanno parte della coppia "Fratellastri". I due si detestano e litigano continuamente; infatti, i loro genitori rispettivi li hanno iscritti sperando che il loro rapporto migliori. Quasi mai si aiutano nel corso delle sfide, col rischio di arrivare sempre ultimi. Tuttavia, costretti a collaborare, scopriranno di avere diversi interessi in comune e alla fine si accetteranno finalmente come fratelli. Vengono eliminati nell'episodio 14 insieme a Rock e Spud, per colpa di Don che non aveva detto a nessuno che la sfida era a doppia eliminazione; comunque vanno tutti a casa di Chet e Lorenzo per giocare a “Rock storm” con la loro Game box, ovvie parodie di “Guitar Hero” e della Xbox.

### Tom e Jen
- Nell'edizione italiana vengono doppiati da Omar Vitelli e Ludovica Bebi
- Posizione in Missione Cosmo Ridicola: 14^
- Squadra: Fashion Blogger

Thomas, detto "Tom", e Jennifer detta "Jen", fanno parte della coppia "Fashion Blogger".Tom è un ragazzo con origini inglesi, mentre Jen è una ragazza con origini cubane. Per via della loro passione di blog di moda, si distraggono spesso osservando i luoghi delle sfide e visitandone i negozi. Il risultato più alto che sono riusciti a raggiungere è un 2º posto nella puntata 5. Nell'episodio 7 litigano perché non sanno chi ha fondato il loro blog. Alla fine della puntata Tom non si rivela un buon acrobata nella sfida finendo per dover fare un "a testa a testa" contro Ryan e Stephanie. I due faranno pace grazie agli incoraggiamenti di Jen che lo aiuteranno a finire la sfida. Tuttavia vengono eliminati poiché i Fidanzati arrivano prima alla "Zona Rinfresco".

### Rock e Spud
- Nell'edizione italiana vengono doppiati da Andrea Lopez e Marco Giansante
- Posizione in Missione Cosmo Ridicola: 10^
- Squadra: Rockettari

Rock e Spudnick detto "Spud" fanno parte della coppia "Rockettari". Mentre Rock è un ragazzo più attivo, Spud è un ragazzo grassoccio che ha una lenta reazione a qualsiasi cosa, compreso il dolore, e questo fa spesso irritare il compagno che inizialmente deve fare tutto il lavoro. Nonostante tutto, i due arrivano abbastanza lontani e vincono nell'episodio 11 grazie alla loro strabiliante performance. Vengono eliminati nell'episodio 14 insieme a Lorenzo e Chet, per colpa di Don che non dice a nessuno che la sfida era a doppia eliminazione; ma poi vanno tutti a casa dei “Fratellastri” a giocare ad un videogame rockettaro.

### Laurie e Miles
- Nell'edizione italiana vengono doppiate da Gaia Bolognesi e Veronica Puccio
- Posizione in Missione Cosmo Ridicola: 15^
- Squadra: Vegane

Laurie e Miles fanno parte della coppia "Vegane". Sono vestite come delle hippy e sono vegane. Saranno messe a dura prova quando nel quinto episodio decideranno di mangiare carne per una sfida, poi però Laurie s’infurierà quando scoprirà che non c'erano eliminazioni finendo per picchiare Don. Nell'episodio 6, dove Don ha un occhio nero, Laurie viene punta in faccia da un miscuglio di formiche rosse che costringe così Miles a fare un vestito tutto da sola. Vengono eliminate perché Don penalizza entrambe ricordandole che il vestito doveva essere fatto in coppia e finiscono ultime.

### Mary ed Ellody
- Nell'edizione italiana vengono doppiate da Erica Necci e Giulia Franceschetti
- Posizione in Missione Cosmo Ridicola: 16^
- Squadra: Geni

Mary ed Ellody fanno parte della coppia "Geni". Sono due ragazze molto intelligenti e per questo poco popolari alle superiori, a detta loro. Tuttavia proprio questo sarà la causa della loro eliminazione già nell'episodio 4 poiché rimaste indietro impegnate in calcoli per cercare di ricostruire il loro castello di sabbia.

### Tammy
- Nell'edizione italiana viene doppiata da Eva Padoan
- Posizione in Missione Cosmo Ridicola: 18ª
- Squadra: Giocatori di ruolo con Leonard

Tammy fa parte insieme a Leonard della coppia "Giocatori di ruolo". Come Brody, anche lei fa coppia con un concorrente dello show originale, e come il suo amico anche lei crede di essere una maga, anche perché si ritiene travestita da una nord europea. Tammy e Leonard vengono eliminati già nel secondo episodio dopo aver cercato di fare una magia per cercare di bloccare le altre coppie arrivando tuttavia ultimi.

### Gerry e Pete
- Nell'edizione italiana vengono doppiati da Stefano Macchi e Fabrizio Dolce
- Posizione in Missione Cosmo Ridicola: 17^
- Squadra: Tennisti Rivali

Gerry e Pete fanno parte della coppia "Tennisti Rivali", in quanto un tempo erano dei rivali nello sfidarsi nel tennis. I due continuano a sfidarsi nonostante ora siano in là con gli anni. A causa della loro condizione fisica vengono eliminati già nell'episodio 3, addormentandosi sul taxi fermatosi al luogo della sfida, anche perché non riescono a superare Owen e Noah nell'ultima gara e arrivano ultimi; inoltre, invece di far rotolare il formaggio come le altre coppie, i due scelgono di sollevarlo.

## Personaggi introdotti inA tutto reality - L'isola: il ritorno

### Axel
- Nella versione originale è doppiata da Tamara Almeida, mentre nell'edizione italiana da Ludovica Bebi
- Posizione in A Tutto Reality - L’isola: Il ritorno (1ª parte): 15ª
- Posizione in A Tutto Reality - L’isola: Il ritorno (2ª parte): 10ª
- Squadre: Trote Feroci (1ª parte); Faccia da Topo (2ª parte)

Axel è il classico stereotipo della ragazza forte: ha una convinzione che l'apocalisse zombie stia arrivando e si è allenata per essere preparata per il suo arrivo. Possiede forti qualità di leadership e non esita a fare sacrifici in caso di ammutinamento, anche se ciò implica sabotare la propria squadra. Mostra di solito un lato arrogante, scontroso e aggressivo. Nella prima parte, si era trovata a volte in contrasto con Ripper e spesso incarna uno spirito selvaggio e sadico di catturare animali selvatici per poi darli da mangiare alla sua squadra nella speranza di migliorare la loro forza e le loro possibilità di vittoria. Verrà poi eliminata nell'episodio 2 (Pirati dei Cavoilaibi) per aver fatto cadere Ripper dalla nave, portando il suo team in svantaggio numerico.
Nella seconda parte, Axel prova ad essere più "calma" (con scarsi risultati). Inoltre si scoprirà più avanti che ad Axel interessa la poesia e che di conseguenza nasconde un lato meno duro e brutale di quel che mostra. Durante questa seconda parte Ripper capisce di avere dei sentimenti per la ragazza, che dichiara al sedicesimo episodio; Axel inizialmente lo respinge, ma poi cambia idea dopo che le viene dedicata una poesia. I due si metteranno insieme e inizieranno a perdere molto tempo tra loro limonando piuttosto che concentrandosi sul gioco; questo li porterà a perdere nel ventesimo episodio, dove Axel viene eliminata a causa di Priya che convince gli altri concorrenti a eliminarla considerando un'avversaria molto più pericolosa da parte degli altri concorrenti rispetto a Ripper. Quest'ultimo la seguirà e verranno eliminati insieme nello stesso episodio.

### Bowie
- Nella versione originale è doppiato da Brandon Arrington, mentre nell'edizione italiana da Gabriele Patriarca
- Posizione in A Tutto Reality - L’isola: Il ritorno (1ª parte): 2º
- Posizione in A Tutto Reality - L’isola: Il ritorno (2ª parte): 11º
- Squadre: Rane della Morte (1ª parte); Natiche di Puzzola (2ª parte)

Bowie è il primo personaggio apertamente omosessuale nella storia del reality. Oltre ad essere gay, Bowie è molto competitivo, narcisista e manipolatore: ha infatti ammesso di essere stato incoronato Re e Regina del ballo di fine anno, e possiede inoltre una corona. Oltre ad avere una forte spinta a vincere, sa quando mettere da parte la sua spietatezza ed è sinceramente aperto a fare amicizia o formare relazioni, anche se preferisce aspettare fino alla fine della stagione in modo da non far loro del male pianificando alla fine la loro eliminazione. Bowie è piuttosto sgargiante: indossa abiti non conformi al genere e parla in modo effeminato.
Nella prima parte, mentre si innamora di Raj, riesce a fare eliminare Caleb, Emma e Julia manipolandoli, diventando l'antagonista principale della stagione. La sua strategia lo porterà in finale, nella quale però perderà contro Priya.
Nella seconda parte, Bowie sarà il capitano della squadra Natiche di Puzzola, e sarà molto indeciso: se barare con Julia e MK, oppure stare con il suo fidanzato. Tutto questo lo porterà nell'sesto episodio dove verrà eliminato dopo che Julia riesce a convince alla squadra Faccia di Topo (fuori scena) a eliminarlo mentendo su che è stato lui a iniziare ad imbrogliare.

### Caleb
- Nella versione originale è doppiato da Kwaku Adu-Poku, mentre nell'edizione italiana da Dimitri Winter
- Posizione in A Tutto Reality - L’isola: Il ritorno (1ª parte): 16º
- Posizione in A Tutto Reality - L’isola: Il ritorno (2ª parte): 3º/2ª con Julia
- Squadre: Rane della Morte (1ª parte); Faccia da Topo (2ª parte)

Caleb è un ragazzo bello, muscoloso e palestrato, che attira l'attenzione di tutti i concorrenti. Non si sa molto della sua personalità a causa del suo breve soggiorno sull'isola. Tuttavia, dopo la sua eliminazione, si descrive come noioso, stupido e irragionevole. Caleb è fisicamente dotato, apparendo significativamente più forte degli altri concorrenti, ma mantiene un comportamento calmo, il suo aspetto spesso cattura l'attenzione degli altri concorrenti. È possibile che Caleb abbia problemi a far cadere rancore, come in L’ultima sfida tra lava e capre, suggerisce che la Ruota dei perdenti sia chiamata "la Ruota delle persone che non hanno mai avuto nemmeno una possibilità perché la loro squadra li ha trovati fisicamente intimidatori", il che implica che non ha mai superato di essere votato via per primo, infatti verrà eliminato nella prima parte per primo a causa di Bowie, che convincerà tutti a votarlo poiché lo ritiene “imbattibile”.
Nella seconda parte, il piano di Caleb era quello di formare un’alleanza con Priya, vincitrice della stagione precedente, eliminando gli altri concorrenti facendo rimanere solo Priya. Quando Zee scopre tutto su Caleb rivelandosi che stava manipolando Priya, riceve il punto d'odio per lui mettendosi in mezzo ai guai in quanto ha manipolato Priya nei primi otto episodi. Caleb cercherà in tutti i modi di fare pace con Priya ma senza successo. Arriverà alla finale in cui si scontrerà con Julia per vincere il milione, finché poi perdono entrambi, Priya lo perdona e si rimettono insieme.

### Chase
- Nella versione originale è doppiato da Julius Cho, mentre nell'edizione italiana da Alex Polidori
- Posizione in A Tutto Reality - L’isola: Il ritorno (1ª parte): 6º
- Posizione in A Tutto Reality - L’isola: Il ritorno (2ª parte): 15º
- Squadre: Trote Feroci (1ª parte); Natiche di Puzzola (2ª parte)

Chase è uno youtuber che piace eseguire acrobazie pericolose e folli ed è un grande deficiente. È narcisista, egoista, stupido e fastidioso. Chiama ancora Emma la sua "piccola" anche dopo che si sono lasciati e flirta costantemente con lei, spesso ignaro del fatto che hanno rotto. Non sa nemmeno cosa significhi la parola altruista e quando impara, finisce per chiedere chi sarebbe così.
Molto più tardi nella prima parte, Chase ha dimostrato di farsi molto male, per lo più a causa di Emma che si diverte a vederlo soffrire. In questione di equilibrio, le interazioni di Chase ed Emma hanno avuto fuori dal reality, il che rivela che Chase è incredibilmente privo di senso di colpa e le sue azioni non hanno riguardo per i sentimenti e la sicurezza delle altre persone. Questi includono dare allo zio di Emma un rene di capra, nominare una stella dopo Emma con il nome di "Fidanzata di Chase" e pianificare di cambiare legalmente il suo nome in quello, e paralizzare accidentalmente la madre di Emma abbattendo un albero cercando di salvare il gatto di Emma. Mostra persino un genuino rimorso per aver lasciato Zee per essere mangiato da un dinosauro, nonostante non mostri ancora alcun rimorso per aver tagliato i freni di Emma, ma gli ha ancora dimostrato di preoccuparsi molto di lei a modo suo. Durante il programma sarà dunque nei guai per aver fatto un brutto dispetto alla sua ex, che si trova con lui in gioco per una "buffa coincidenza", nonostante siano in squadre diverse, ma alla fine stranamente si rimetteranno insieme, ma dopo la fine reality Emma vede l'episodio in cui ha vinto l'immunità e decide di lasciare di nuovo Chase, perché ha scoperto che ha vinto l'immunità solo perché lui si era sacrificato per ragioni egoistiche andando mangiare la pizza e non per fare una buona azione per dimostrarle che è veramente cambiato.
Nella seconda parte, Chase rivela che Emma ha visto la decima puntata della prima parte e che sa che il suo gesto non era per tornare insieme. Alla fine sara il secondo concorrente eliminato, traqui Emma lo convince a filmare uno dei suoi video pazzi per YouTube.

### Damien
- Nella versione originale è doppiato da Daniel Keith Morrison, mentre nell'edizione italiana da Federico Bebi
- Posizione in A Tutto Reality - L’isola: Il ritorno (1ª parte): 12º
- Posizione in A Tutto Reality - L’isola: Il ritorno (2ª parte): 6º
- Squadre: Trote Feroci (1ª parte); Faccia da Topo (2ª parte)

Damien è un ragazzo di origini afrocanadesi, intelligente e pieno di risorse con cui è facile andare d'accordo. Tuttavia, è anche molto altezzoso, scontroso, vendicativo e una testa calda con ciò che lo circonda e ha la tendenza a farsi prendere dal panico. La sua mentalità più logica e pragmatica lo porta a rimanere spesso sbalordito dalle buffonate dei suoi compagni campeggiatori.
Damien si è iscritto alla competizione dopo aver fatto una scommessa con i suoi amici, e inizialmente è molto fiducioso ed entusiasta. Tuttavia, poiché non ha mai visto lo show prima, Damien era molto fifone dalle sfide fisicamente faticose e spesso pericolose per la vita. Dopo di essere quasi morto annegato nella terza puntata, Damien cerca di convincere ai suoi compagni a eliminarlo perché non è un reality come tutti gli altri. Nonostante la riluttanza iniziale di Damien a partecipare alle sfide, si dimostra una risorsa preziosa grazie alla sua intelligenza. Damien uso la sua conoscenza per aiutare a salvare la squadra dai dinosauri e così la fiducia di Damien ritorna e inizia di essere coraggioso ed a riuscire a vincere l'intera competizione, ma però la sua squadra lo elimina apposta per tradimento quando la sua squadra finalmente soddisfa i suoi desideri e lo votano fuori in modo presuntuoso, subito dopo di aver deciso che vuole restare.
Nella seconda parte riesce ad avanzare molto di più della prima, troverà l'idolo del immunità e desidera di tenerserlo con se cercando che nessuno gli e lo ruba. Nella decima puntata quando non aveva ricevuto il marshmallow, Damien andrà a recuperare l'idolo che lo aveva nascosto che però esce uno stulalavandini, capisce subito che qualcuno gli è lo ha rubato e decide di fare il testardo e il menefreghista di andare a trovare di nuovo l'idolo che però pertanto verrà eliminato lo stesso. Successivamente si rivelerà che Julia ha rubato l'idolo in fuori scena.

### Emma
- Nella versione originale è doppiata da Melanie Leishman, mentre nell'edizione italiana da Perla Liberatori
- Posizione in A Tutto Reality - L’isola: Il ritorno (1ª parte): 5ª
- Posizione in A Tutto Reality - L’isola: Il ritorno (2ª parte): 13ª
- Squadre: Rane della Morte (1ª parte); Faccia da Topo (2ª parte)

Emma è una ragazza determinata e simpatica, ma durante il programma avrà a che fare con il suo ex Chase, che ha precedentemente lasciato dopo che lui l'ha messa in pericolo durante una sfida online facendole fare un incidente. La sua rabbia ossessiva nei suoi confronti, la porterà ad essere una continua distrazione per la squadra, infatti sarà la prima concorrente a rischiare l'eliminazione.
Nella prima parte, stringe un'alleanza con Bowie e riesce ad arrivare abbastanza avanti nel gioco, riparando lentamente il suo rapporto con Chase. A causa di un inganno di Bowie verrà eliminata, ma stranamente ritornerà assieme a Chase, ma dopo la fine reality, Emma vide la decima puntata perché ha capito che ha vinto l'immunità solo perché lui si era sacrificato per ragioni egoistiche andare mangiare la pizza e non per far capire che lui sia cambiato.
Nella seconda parte, lei e Chase rimagono di nuovo in squadre diverse e nella seconda puntata, Emma riesce a convincere Chase a distrarlo e fare uno dei suoi video pazzi di sempre per poi eliminarlo. Verrà eliminata nella quarta puntata per essere stata troppo stupida a rispondere alle domande dei concorrenti della squadra opposta.
- Non va confusa, inoltre, con la concorrente di Missione Cosmo Ridicola.

### Julia
- Nella versione originale è doppiata da Julie Sype, mentre nell'edizione italiana da Francesca Manicone
- Posizione in A Tutto Reality - L’isola: Il ritorno (1ª parte): 4ª
- Posizione in A Tutto Reality - L’isola: Il ritorno (2ª parte): 3º/2ª con Caleb
- Squadre: Rane della Morte (1ª parte); Natiche di Puzzola (2ª parte)

Julia è una influencer a prima vista dolce e genuina, ma poi dopo un malinteso con un dinosauro si rivela vanitosa, arrogante, razzista e ossessionata dalla popolarità che le portano i social. Durante la prima parte si dimostrerà abbastanza sveglia, e causerà l'eliminazione di MK. Sarà una valida rivale di Bowie ma alla fine verrà eliminata ad un passo dalla finale a tre proprio grazie all'ennesimo inganno di quest'ultimo.
Nella seconda parte, Julia inizierà a imbrogliare insieme a MK, costringendo Bowie a scegliere se barare o stare con Raj oppure perdere e rischiare l’eliminazione. Avanza molto nel gioco eliminando molti concorrenti di colore, ruba l'idolo di Damien (fuori scena) e lo usa per eliminare Priya per far si che perda veramente. Perderà insieme a Caleb in cui Wayne riesce ad atterrare al bersaglio e a vincere, perdendo pure metà dei suoi capelli a causa di un dinosauro della stagione precedente.

### Lauren
- Nella versione originale è doppiata da Katie Griffin, mentre nell'edizione italiana da Monica Volpe
- Posizione in A Tutto Reality - L’isola: Il ritorno (1ª parte): 13ª
- Posizione in A Tutto Reality - L’isola: Il ritorno (2ª parte): 16ª
- Squadre: Trote Feroci (1ª parte); Natiche di Puzzola (2ª parte)

Lauren, chiamata per tutto il corso della serie "Scary Girl", è un'adolescente inquietante che ama le cose macabre e spaventose. Ha una voce bambinesca, atteggiamenti sadici e un perenne sorriso maniacale, che veste in stile "perky goth" ed è temuta da molti dei concorrenti. Verrà eliminata nella quarta puntata della prima parte, dopo aver fatto perdere la sua squadra, in quanto aveva decorato un teschio invece di portarlo da Chris per vincere la sfida. Sembra possedere capacità sovrannaturali, in quanto la si è vista ruotare la testa di 360°, oltre a possedere una forza sovrumana, come quando riesce a stendere un orso a mani nude.
Nella seconda parte, Scary Girl rivela che sua madre e molte altre persone le hanno consigliato di cambiare, e quindi si ritrova con un nuovo colore di capelli e vestiti considerati da lei “normali”.
Verrà eliminata per prima per aver fatto commenti inquietanti a tutti proprio per cambiare il suo comportamento.

### MK
- Nella versione originale è doppiata da Kimberly Ann-Troung, mentre nell'edizione italiana da Giulia Franceschetti
- Posizione in A Tutto Reality - L’isola: Il ritorno (1ª parte): 11ª
- Posizione in A Tutto Reality - L’isola: Il ritorno (2ª parte): 7ª
- Squadre: Rane della Morte (1ª parte); Natiche di Puzzola (2ª parte)

Mary Kate, detta "MK", è una ragazza bassina di origini asiatiche, che veste da skater e ha spesso un tono sarcastico. Ha un carattere molto narcisista ed è un'abile borseggiatrice, infatti ruberà nella prima parte vari oggetti agli altri concorrenti senza farsi notare. Inoltre grazie ad un trucco, riuscirà ad ascoltare i loro confessionali, collegando la telecamera del confessionale con un telefono precedentemente sottratto a Julia. Verrà alla fine eliminata proprio grazie a un inganno di quest'ultima.
Dalla seconda parte, MK stringerà un’amicizia con Julia che la porterà a imbrogliare e diventerà una vittima cominciando nella sesta puntata e a essere eliminata nella nona puntata quando ha cercato di convincere in modo che tutti votassero Julia. Sarà l’unica ad aiutare Julia nel finale, confermando il grande rapporto tra le due, rimasto intatto anche dopo l'eliminazione.

### Millie
- Nella versione originale è doppiata da Barbara Mamabolo, mentre nell'edizione italiana da Ilaria Giorgino
- Posizione in A Tutto Reality - L’isola: Il ritorno (1ª parte): 3ª
- Posizione in A Tutto Reality - L’isola: Il ritorno (2ª parte): 14ª
- Squadre: Trote Feroci (1ª parte); Faccia da Topo (2ª parte)

Millie è una corpulenta ragazza di colore, molto intelligente e razionale, che svolge una ricerca sul comportamento della sua generazione. Nella prima parte, stringe una forte amicizia-alleanza con Priya, nonostante con degli alti e bassi. Riuscirà ad arrivare fino alla finale a tre, dove però perderà e farà il tifo per l'amica Priya, che gareggia contro Bowie per il milione.
Nella seconda parte, nell'episodio 2, Millie spingerà Damien apposta nello scivolo da 4 punti, causando un odio profondo da parte di tutta la sua squadra che decidono di elimiarla, che le consiglia di chiedere scusa nell’episodio successivo. Tutto questo le porterà a essere perdonata da Damien, ma non basta perché gli altri membri della sua la eliminerano nello stesso esatto episodio.

### Nichelle
- Nella versione originale è doppiata da Tymika Tafari, mentre nell'edizione italiana da Veronica Puccio
- Posizione in A Tutto Reality - L’isola: Il ritorno (1ª parte): 14ª
- Posizione in A Tutto Reality - L’isola: Il ritorno (2ª parte): 12ª (autoeliminata)
- Squadre: Rane della Morte (1ª parte); Faccia da Topo (2ª parte)

Nichelle LaDonna è una diva televisiva, protagonista di molti film d'azione, conosciuta e rispettata da tutti gli altri concorrenti, nonostante abbia un carattere arrogante, vizioso e antipatico. Nonostante tutti la vedano come piena di potenziale, verrà eliminata nella terza puntata della prima parte, in quanto ha fatto perdere alla sua squadra la sfida del giorno, dimostrando di aver mentito la sua squadra per non essere capace nelle imprese come nei ruoli che interpreta in vari film.
Nella seconda parte, Nichelle rivela che si è allenata molto per giocarsela meglio. Durante tutta la sua permanenza, infatti rinfaccerà ad Hollywood che è stata una pessima idea togliersela di mezzo. Verrà eliminata nella quinta puntata, in cui Julia scrisse un falso contratto di Hollywood (fuori scena) portando Nichelle ad abbandonare il gioco.

### Priya
- Nella versione originale è doppiata da Eman Ayaz, mentre nell'edizione italiana da Alice Venditti
- Posizione in A Tutto Reality - L’isola: Il ritorno (1ª parte): 1ª
- Posizione in A Tutto Reality - L’isola: Il ritorno (2ª parte): 4ª
- Squadre: Trote Feroci (1ª parte); Faccia da Topo (2ª parte)

Priya è una ragazza di origini indiane, che prima mostra un gran cuore e ha un atteggiamento solare e amichevole, ma dopo nella stagione successiva irritante, dipendente ed egocentrica nel vincere. Essendo i suoi genitori fan tossici del programma, l'hanno costretta ad allenarsi a lungo cercando di riuscire a vincere almeno una stagione, quindi dimostrandosi di essere molto determinata nelle sfide. Nella prima stagione, stringe una forte amicizia con Millie, e odia particolarmente Ripper, specialmente dopo che lui l'ha usata come scudo umano in una sfida. Alla fine riesce ad arrivare in finale contro Bowie, dove vince per pura casualità, attraversando il traguardo per prima rinchiusa in una sfera.
Nella seconda stagione, Priya è il capitano della squadra Faccia da Topo, e rivela anche che lei dovrà mettere da parte i soldi finché non compierà 40 anni, scelta dettata dai suoi genitori di partecipare di nuovo anche se ha già vinto. Incontrerà Caleb, che cerca di stringere un’alleanza con lei, eliminando gli altri concorrenti per far rimanere solamente Priya, facendo però innamorare la ragazza. Quando Zee scopre che Caleb è un imbroglione per aver manipolato Priya, lei diventa ossessionata nella vendetta e furiarsi, Anche se più avanti loro due ritonerano insieme. Vera eliminata alla semifinale dopo che Julia utilizza l'idolo di Damien rubato.

### Raj
- Nella versione originale è doppiato da Varun Saranga, mentre nell'edizione italiana da Francesco Venditti
- Posizione in A Tutto Reality - L’isola: Il ritorno (1ª parte): 10º/9º con Wayne (ritirato)
- Posizione in A Tutto Reality - L’isola: Il ritorno (2ª parte): 5º
- Squadre: Rane della Morte (1ª parte); Natiche di Puzzola (2ª parte)

Rajesh, detto "Raj", è un ragazzo canadese di origini indiane, ed è il miglior amico di Wayne. I due ragazzi hanno un atteggiamento molto simile e fanno sempre assieme qualunque cosa, come ad esempio giocare ad Hockey sul ghiaccio. Come Wayne ha un grande animo festaiolo e sportivo. Nella prima stagione, scopre di essere gay, innamorandosi di Bowie, ricambiato, e successivamente lo rivela sup migliore amico Wayne, che lo aveva già intuito e si dimostra molto supportivo. Viene eliminato proprio assieme a Wayne dopo che hanno subito un grave infortunio, e saranno gli unici a tifare per la vittoria di Bowie.
Nella seconda parte, Raj si ritroverà con Wayne contro la fisassione dell'imbroglio di Julia e MK sentendosi pure preoccupato e molto deluso da Bowie poiché era d'accordo con l'idea per vincere barando, ignaro però che Bowie era indeciso sul da farsi. Arrivera alla finale a cinque insieme Wayne, ma viene eliminato a causa di Julia, Priya e Caleb che lo votano. Alla fine della stagione, rivela che il suo amico Wayne userà i soldi per comprare uno o due autobus per la squadra di Hockey.

### Ripper
- Nella versione originale è doppiato da Fred Kennedy, mentre nell'edizione italiana da Daniele Raffaeli
- Posizione in A Tutto Reality - L’isola: Il ritorno (1ª parte): 8º
- Posizione in A Tutto Reality - L’isola: Il ritorno (2ª parte): 9º (autoeliminato)
- Squadre: Trote Feroci (1ª parte); Natiche di Puzzola (2ª parte)

Ripper è un ragazzo prima maleducato, disgustoso e meschino e dopo nella stagione successiva un po più normale e amichevole  con scarsi risultati. Crede che gli uomini non dovrebbero fare certe cose senza sembrare deboli, come prendersi cura degli altri. Gli piace fare il meschino vergognosamente con le altre persone e indulgere felicemente in abitudini estremamente grossolane. È molto orgoglioso di avere scoregge lunghe e disgustose, cercando persino di battere il record mondiale per la flatulenza più lunga. Ripper ha la tendenza a chiamare altre persone "nerd" al suono di chiunque dica qualcosa anche leggermente intelligente, apparentemente per obbligo. Ha un forte desiderio di dominio e farà di tutto per combattere con le persone per dimostrare di essere superiore. Tuttavia, questi tentativi spesso lo fanno prendere in giro dagli altri, come quando cerca di affrontare Axel, molto superiore fisicamente.
Anche se Ripper ha dimostrato di essere forte in alcune sfide, i suoi metodi sono spesso molto immorali. Ricorrerà a tattiche subdole per vincere, come usare Priya come scudo umano e far distrarre Zee a un cassoario solo per lasciarlo indietro. Le sue tattiche diventano così conosciute tra i campeggiatori che chiunque commetta un atto efferato per il bene di una sfida viene indicato come "Ripper". È implicito che la natura di bullismo di Ripper possa essere dovuta all'avere un'infanzia difficile. A un certo punto, menziona che suo padre lasciava lui e i suoi fratelli tutto il tempo da bambini. In un'altra occasione, afferma che sua madre crede che i bambini rovinino tutto.
Nella seconda stagione, Ripper rivela un lato più vulnerabile quando si innamora di Axel cercando di essere normale con lei. Fa di tutto per impressionarla, il che di solito finisce nell'imbarazzo. Alla fine ha successo e si prende cura di lei immensamente, andando contro la sua mentalità che prendersi cura delle altre persone ti fa sembrare debole, al punto che sceglie di andarsene con Axel quando è eliminata.

### Wayne
- Nella versione originale è doppiato da Jack Copland, mentre nell'edizione italiana da Leonardo Graziano
- Posizione in A Tutto Reality - L’isola: Il ritorno (1ª parte): 10º/9º con Raj (ritirato)
- Posizione in A Tutto Reality - L’isola: Il ritorno (2ª parte): 1º
- Squadre: Rane della Morte (1ª parte); Natiche di Puzzola (2ª parte)

Wayne è il miglior amico di Raj, ed è un ragazzo canadese che gioca a Hockey sul ghiaccio assieme a lui. Essendo il capitano della sua squadra di hockey, gli Snow Owls, Wayne è molto abituato a prendere il comando.
Entrambi hanno un carattere sportivo e festaiolo e fanno sempre tutto assieme. Sono ragazzi non molto intelligenti, dato a loro serve un po’ di tempo per capire fino in fondo tutto quanto. Quando Wayne scopre che Raj è gay decide di aspettare il suo coming out, dimostrandosi molto ospitale dopo di esso. Vengono eliminati assieme a causa di un grave infortunio e tiferanno per Bowie nella finale.
Nella seconda parte, Wayne si ritroverà con Raj contro la fisassione dell’imbroglio di Julia e MK e vorrebbero dirlo a Chris su che hanno vinto barando ma poi non l'anno fatto più. Entrambi riescano ad arrivare alla finale a cinque traqui Raj verrà eliminato e Wayne dovra cavalserla per vincere senza di lui. Si ritroverà in finale contro Julia e Caleb, che all’inizio rimane molto indietro e poi recupera grazie alla determinazione di Bowie. Arriva alla seconda sfida e formula l’idea di fare un salto con l’asta, che ci riesce e lo porta presso l’ultima parte della sfida. Vola in una tuta alare da scoiattolo volante fino al molo della vergogna, riesce ad atterare al bersaglio e a vincere la stagione, respingendo Julia e Caleb, che cadono e perdono. Alla fine, Raj rivela che il suo amico spenderà i soldi per il college e che comprerà uno o due autobus per la squadra di Hockey.

### Zee
- Nella versione originale è doppiato da Gerardo Gismondi, mentre nell'edizione italiana da Lorenzo De Angelis
- Posizione in A Tutto Reality - L’isola: Il ritorno (1ª parte): 7º
- Posizione in A Tutto Reality - L’isola: Il ritorno (2ª parte): 8º
- Squadre: Trote Feroci (1ª parte); Faccia da Topo (2ª parte)

Hezekias, detto "Zee", è un ragazzo di origini ispaniche, alto, pacifico e rilassato. Riesce ad arrivare lontano nel gioco e viene eliminato dopo aver detto un'insensatezza. Lo si vede spesso sorseggiare aranciata frizzante e nel secondo episodio della prima parte si scopre che una delle sue gambe in realtà è una protesi in metallo, e si inventerà una storia pazzesca per spiegarlo, nonostante in realtà sia così dalla nascita. Non ha mai bevuto latte in vita sua, fino a quando nell'ottavo episodio gli causa una crisi di vomito.
Nella seconda parte, Zee rivela di essere diventato un influencer di bibite. Scopre che Priya è innamorata di Caleb, così lui capisce e dice a tutti che Caleb sta manipolando Priya per avanzare a lungo nel gioco facendo eliminare gli altri concorrenti. Zee si sentirà pressato dal peso che ha sulle spalle, e quindi rivelerà altri segreti (tranne Wayne), menzionando che Raj fruga le borse da hockey degli altri, Damien che non fa il bucato e non cambia la biancheria, Julia che ha rubato gli orecchini di sua nonna, Chef che ha le protesi ai polpacci e MK dorme con un unicorno di peluche.